# Линеен удар (шахмат)
Линеен удар в шахмата (наречен още "шпага") е нападение от далекобойна фигура над противникова, зад която на линията на атаката се намира друга равна или по-малко ценна противникова фигура. Всъщност това е „обратна свръзка“. След изместване на нападнатата фигура от линията задната фигура може да бъде взета. Линеен удар може да се нанесе по права линия с дама или топ и по диагонал с дама или офицер.
|   | a | b | c | d | e | f | g | h |   |
| 8 | черен топ на черно поле f8 · черен кон на бяло поле b7 · черна пешка на черно поле c7 · черна пешка на черно поле g7 · черна пешка на бяло поле h7 · черна пешка на черно поле b6 · черен топ на бяло поле c6 · черна пешка на черно поле a5 · бял офицер на бяло поле d5 · черен цар на бяло поле f5 · бяла пешка на черно поле d4 · бяла пешка на черно поле c3 · бял топ на бяло поле f3 · бяла пешка на бяло поле a2 · бяла пешка на черно поле b2 · бяла пешка на бяло поле g2 · бяла пешка на черно поле h2 · бял цар на черно поле g1 | черен топ на черно поле f8 · черен кон на бяло поле b7 · черна пешка на черно поле c7 · черна пешка на черно поле g7 · черна пешка на бяло поле h7 · черна пешка на черно поле b6 · черен топ на бяло поле c6 · черна пешка на черно поле a5 · бял офицер на бяло поле d5 · черен цар на бяло поле f5 · бяла пешка на черно поле d4 · бяла пешка на черно поле c3 · бял топ на бяло поле f3 · бяла пешка на бяло поле a2 · бяла пешка на черно поле b2 · бяла пешка на бяло поле g2 · бяла пешка на черно поле h2 · бял цар на черно поле g1 | черен топ на черно поле f8 · черен кон на бяло поле b7 · черна пешка на черно поле c7 · черна пешка на черно поле g7 · черна пешка на бяло поле h7 · черна пешка на черно поле b6 · черен топ на бяло поле c6 · черна пешка на черно поле a5 · бял офицер на бяло поле d5 · черен цар на бяло поле f5 · бяла пешка на черно поле d4 · бяла пешка на черно поле c3 · бял топ на бяло поле f3 · бяла пешка на бяло поле a2 · бяла пешка на черно поле b2 · бяла пешка на бяло поле g2 · бяла пешка на черно поле h2 · бял цар на черно поле g1 | черен топ на черно поле f8 · черен кон на бяло поле b7 · черна пешка на черно поле c7 · черна пешка на черно поле g7 · черна пешка на бяло поле h7 · черна пешка на черно поле b6 · черен топ на бяло поле c6 · черна пешка на черно поле a5 · бял офицер на бяло поле d5 · черен цар на бяло поле f5 · бяла пешка на черно поле d4 · бяла пешка на черно поле c3 · бял топ на бяло поле f3 · бяла пешка на бяло поле a2 · бяла пешка на черно поле b2 · бяла пешка на бяло поле g2 · бяла пешка на черно поле h2 · бял цар на черно поле g1 | черен топ на черно поле f8 · черен кон на бяло поле b7 · черна пешка на черно поле c7 · черна пешка на черно поле g7 · черна пешка на бяло поле h7 · черна пешка на черно поле b6 · черен топ на бяло поле c6 · черна пешка на черно поле a5 · бял офицер на бяло поле d5 · черен цар на бяло поле f5 · бяла пешка на черно поле d4 · бяла пешка на черно поле c3 · бял топ на бяло поле f3 · бяла пешка на бяло поле a2 · бяла пешка на черно поле b2 · бяла пешка на бяло поле g2 · бяла пешка на черно поле h2 · бял цар на черно поле g1 | черен топ на черно поле f8 · черен кон на бяло поле b7 · черна пешка на черно поле c7 · черна пешка на черно поле g7 · черна пешка на бяло поле h7 · черна пешка на черно поле b6 · черен топ на бяло поле c6 · черна пешка на черно поле a5 · бял офицер на бяло поле d5 · черен цар на бяло поле f5 · бяла пешка на черно поле d4 · бяла пешка на черно поле c3 · бял топ на бяло поле f3 · бяла пешка на бяло поле a2 · бяла пешка на черно поле b2 · бяла пешка на бяло поле g2 · бяла пешка на черно поле h2 · бял цар на черно поле g1 | черен топ на черно поле f8 · черен кон на бяло поле b7 · черна пешка на черно поле c7 · черна пешка на черно поле g7 · черна пешка на бяло поле h7 · черна пешка на черно поле b6 · черен топ на бяло поле c6 · черна пешка на черно поле a5 · бял офицер на бяло поле d5 · черен цар на бяло поле f5 · бяла пешка на черно поле d4 · бяла пешка на черно поле c3 · бял топ на бяло поле f3 · бяла пешка на бяло поле a2 · бяла пешка на черно поле b2 · бяла пешка на бяло поле g2 · бяла пешка на черно поле h2 · бял цар на черно поле g1 | черен топ на черно поле f8 · черен кон на бяло поле b7 · черна пешка на черно поле c7 · черна пешка на черно поле g7 · черна пешка на бяло поле h7 · черна пешка на черно поле b6 · черен топ на бяло поле c6 · черна пешка на черно поле a5 · бял офицер на бяло поле d5 · черен цар на бяло поле f5 · бяла пешка на черно поле d4 · бяла пешка на черно поле c3 · бял топ на бяло поле f3 · бяла пешка на бяло поле a2 · бяла пешка на черно поле b2 · бяла пешка на бяло поле g2 · бяла пешка на черно поле h2 · бял цар на черно поле g1 | 8 |
| 7 | черен топ на черно поле f8 · черен кон на бяло поле b7 · черна пешка на черно поле c7 · черна пешка на черно поле g7 · черна пешка на бяло поле h7 · черна пешка на черно поле b6 · черен топ на бяло поле c6 · черна пешка на черно поле a5 · бял офицер на бяло поле d5 · черен цар на бяло поле f5 · бяла пешка на черно поле d4 · бяла пешка на черно поле c3 · бял топ на бяло поле f3 · бяла пешка на бяло поле a2 · бяла пешка на черно поле b2 · бяла пешка на бяло поле g2 · бяла пешка на черно поле h2 · бял цар на черно поле g1 | черен топ на черно поле f8 · черен кон на бяло поле b7 · черна пешка на черно поле c7 · черна пешка на черно поле g7 · черна пешка на бяло поле h7 · черна пешка на черно поле b6 · черен топ на бяло поле c6 · черна пешка на черно поле a5 · бял офицер на бяло поле d5 · черен цар на бяло поле f5 · бяла пешка на черно поле d4 · бяла пешка на черно поле c3 · бял топ на бяло поле f3 · бяла пешка на бяло поле a2 · бяла пешка на черно поле b2 · бяла пешка на бяло поле g2 · бяла пешка на черно поле h2 · бял цар на черно поле g1 | черен топ на черно поле f8 · черен кон на бяло поле b7 · черна пешка на черно поле c7 · черна пешка на черно поле g7 · черна пешка на бяло поле h7 · черна пешка на черно поле b6 · черен топ на бяло поле c6 · черна пешка на черно поле a5 · бял офицер на бяло поле d5 · черен цар на бяло поле f5 · бяла пешка на черно поле d4 · бяла пешка на черно поле c3 · бял топ на бяло поле f3 · бяла пешка на бяло поле a2 · бяла пешка на черно поле b2 · бяла пешка на бяло поле g2 · бяла пешка на черно поле h2 · бял цар на черно поле g1 | черен топ на черно поле f8 · черен кон на бяло поле b7 · черна пешка на черно поле c7 · черна пешка на черно поле g7 · черна пешка на бяло поле h7 · черна пешка на черно поле b6 · черен топ на бяло поле c6 · черна пешка на черно поле a5 · бял офицер на бяло поле d5 · черен цар на бяло поле f5 · бяла пешка на черно поле d4 · бяла пешка на черно поле c3 · бял топ на бяло поле f3 · бяла пешка на бяло поле a2 · бяла пешка на черно поле b2 · бяла пешка на бяло поле g2 · бяла пешка на черно поле h2 · бял цар на черно поле g1 | черен топ на черно поле f8 · черен кон на бяло поле b7 · черна пешка на черно поле c7 · черна пешка на черно поле g7 · черна пешка на бяло поле h7 · черна пешка на черно поле b6 · черен топ на бяло поле c6 · черна пешка на черно поле a5 · бял офицер на бяло поле d5 · черен цар на бяло поле f5 · бяла пешка на черно поле d4 · бяла пешка на черно поле c3 · бял топ на бяло поле f3 · бяла пешка на бяло поле a2 · бяла пешка на черно поле b2 · бяла пешка на бяло поле g2 · бяла пешка на черно поле h2 · бял цар на черно поле g1 | черен топ на черно поле f8 · черен кон на бяло поле b7 · черна пешка на черно поле c7 · черна пешка на черно поле g7 · черна пешка на бяло поле h7 · черна пешка на черно поле b6 · черен топ на бяло поле c6 · черна пешка на черно поле a5 · бял офицер на бяло поле d5 · черен цар на бяло поле f5 · бяла пешка на черно поле d4 · бяла пешка на черно поле c3 · бял топ на бяло поле f3 · бяла пешка на бяло поле a2 · бяла пешка на черно поле b2 · бяла пешка на бяло поле g2 · бяла пешка на черно поле h2 · бял цар на черно поле g1 | черен топ на черно поле f8 · черен кон на бяло поле b7 · черна пешка на черно поле c7 · черна пешка на черно поле g7 · черна пешка на бяло поле h7 · черна пешка на черно поле b6 · черен топ на бяло поле c6 · черна пешка на черно поле a5 · бял офицер на бяло поле d5 · черен цар на бяло поле f5 · бяла пешка на черно поле d4 · бяла пешка на черно поле c3 · бял топ на бяло поле f3 · бяла пешка на бяло поле a2 · бяла пешка на черно поле b2 · бяла пешка на бяло поле g2 · бяла пешка на черно поле h2 · бял цар на черно поле g1 | черен топ на черно поле f8 · черен кон на бяло поле b7 · черна пешка на черно поле c7 · черна пешка на черно поле g7 · черна пешка на бяло поле h7 · черна пешка на черно поле b6 · черен топ на бяло поле c6 · черна пешка на черно поле a5 · бял офицер на бяло поле d5 · черен цар на бяло поле f5 · бяла пешка на черно поле d4 · бяла пешка на черно поле c3 · бял топ на бяло поле f3 · бяла пешка на бяло поле a2 · бяла пешка на черно поле b2 · бяла пешка на бяло поле g2 · бяла пешка на черно поле h2 · бял цар на черно поле g1 | 7 |
| 6 | черен топ на черно поле f8 · черен кон на бяло поле b7 · черна пешка на черно поле c7 · черна пешка на черно поле g7 · черна пешка на бяло поле h7 · черна пешка на черно поле b6 · черен топ на бяло поле c6 · черна пешка на черно поле a5 · бял офицер на бяло поле d5 · черен цар на бяло поле f5 · бяла пешка на черно поле d4 · бяла пешка на черно поле c3 · бял топ на бяло поле f3 · бяла пешка на бяло поле a2 · бяла пешка на черно поле b2 · бяла пешка на бяло поле g2 · бяла пешка на черно поле h2 · бял цар на черно поле g1 | черен топ на черно поле f8 · черен кон на бяло поле b7 · черна пешка на черно поле c7 · черна пешка на черно поле g7 · черна пешка на бяло поле h7 · черна пешка на черно поле b6 · черен топ на бяло поле c6 · черна пешка на черно поле a5 · бял офицер на бяло поле d5 · черен цар на бяло поле f5 · бяла пешка на черно поле d4 · бяла пешка на черно поле c3 · бял топ на бяло поле f3 · бяла пешка на бяло поле a2 · бяла пешка на черно поле b2 · бяла пешка на бяло поле g2 · бяла пешка на черно поле h2 · бял цар на черно поле g1 | черен топ на черно поле f8 · черен кон на бяло поле b7 · черна пешка на черно поле c7 · черна пешка на черно поле g7 · черна пешка на бяло поле h7 · черна пешка на черно поле b6 · черен топ на бяло поле c6 · черна пешка на черно поле a5 · бял офицер на бяло поле d5 · черен цар на бяло поле f5 · бяла пешка на черно поле d4 · бяла пешка на черно поле c3 · бял топ на бяло поле f3 · бяла пешка на бяло поле a2 · бяла пешка на черно поле b2 · бяла пешка на бяло поле g2 · бяла пешка на черно поле h2 · бял цар на черно поле g1 | черен топ на черно поле f8 · черен кон на бяло поле b7 · черна пешка на черно поле c7 · черна пешка на черно поле g7 · черна пешка на бяло поле h7 · черна пешка на черно поле b6 · черен топ на бяло поле c6 · черна пешка на черно поле a5 · бял офицер на бяло поле d5 · черен цар на бяло поле f5 · бяла пешка на черно поле d4 · бяла пешка на черно поле c3 · бял топ на бяло поле f3 · бяла пешка на бяло поле a2 · бяла пешка на черно поле b2 · бяла пешка на бяло поле g2 · бяла пешка на черно поле h2 · бял цар на черно поле g1 | черен топ на черно поле f8 · черен кон на бяло поле b7 · черна пешка на черно поле c7 · черна пешка на черно поле g7 · черна пешка на бяло поле h7 · черна пешка на черно поле b6 · черен топ на бяло поле c6 · черна пешка на черно поле a5 · бял офицер на бяло поле d5 · черен цар на бяло поле f5 · бяла пешка на черно поле d4 · бяла пешка на черно поле c3 · бял топ на бяло поле f3 · бяла пешка на бяло поле a2 · бяла пешка на черно поле b2 · бяла пешка на бяло поле g2 · бяла пешка на черно поле h2 · бял цар на черно поле g1 | черен топ на черно поле f8 · черен кон на бяло поле b7 · черна пешка на черно поле c7 · черна пешка на черно поле g7 · черна пешка на бяло поле h7 · черна пешка на черно поле b6 · черен топ на бяло поле c6 · черна пешка на черно поле a5 · бял офицер на бяло поле d5 · черен цар на бяло поле f5 · бяла пешка на черно поле d4 · бяла пешка на черно поле c3 · бял топ на бяло поле f3 · бяла пешка на бяло поле a2 · бяла пешка на черно поле b2 · бяла пешка на бяло поле g2 · бяла пешка на черно поле h2 · бял цар на черно поле g1 | черен топ на черно поле f8 · черен кон на бяло поле b7 · черна пешка на черно поле c7 · черна пешка на черно поле g7 · черна пешка на бяло поле h7 · черна пешка на черно поле b6 · черен топ на бяло поле c6 · черна пешка на черно поле a5 · бял офицер на бяло поле d5 · черен цар на бяло поле f5 · бяла пешка на черно поле d4 · бяла пешка на черно поле c3 · бял топ на бяло поле f3 · бяла пешка на бяло поле a2 · бяла пешка на черно поле b2 · бяла пешка на бяло поле g2 · бяла пешка на черно поле h2 · бял цар на черно поле g1 | черен топ на черно поле f8 · черен кон на бяло поле b7 · черна пешка на черно поле c7 · черна пешка на черно поле g7 · черна пешка на бяло поле h7 · черна пешка на черно поле b6 · черен топ на бяло поле c6 · черна пешка на черно поле a5 · бял офицер на бяло поле d5 · черен цар на бяло поле f5 · бяла пешка на черно поле d4 · бяла пешка на черно поле c3 · бял топ на бяло поле f3 · бяла пешка на бяло поле a2 · бяла пешка на черно поле b2 · бяла пешка на бяло поле g2 · бяла пешка на черно поле h2 · бял цар на черно поле g1 | 6 |
| 5 | черен топ на черно поле f8 · черен кон на бяло поле b7 · черна пешка на черно поле c7 · черна пешка на черно поле g7 · черна пешка на бяло поле h7 · черна пешка на черно поле b6 · черен топ на бяло поле c6 · черна пешка на черно поле a5 · бял офицер на бяло поле d5 · черен цар на бяло поле f5 · бяла пешка на черно поле d4 · бяла пешка на черно поле c3 · бял топ на бяло поле f3 · бяла пешка на бяло поле a2 · бяла пешка на черно поле b2 · бяла пешка на бяло поле g2 · бяла пешка на черно поле h2 · бял цар на черно поле g1 | черен топ на черно поле f8 · черен кон на бяло поле b7 · черна пешка на черно поле c7 · черна пешка на черно поле g7 · черна пешка на бяло поле h7 · черна пешка на черно поле b6 · черен топ на бяло поле c6 · черна пешка на черно поле a5 · бял офицер на бяло поле d5 · черен цар на бяло поле f5 · бяла пешка на черно поле d4 · бяла пешка на черно поле c3 · бял топ на бяло поле f3 · бяла пешка на бяло поле a2 · бяла пешка на черно поле b2 · бяла пешка на бяло поле g2 · бяла пешка на черно поле h2 · бял цар на черно поле g1 | черен топ на черно поле f8 · черен кон на бяло поле b7 · черна пешка на черно поле c7 · черна пешка на черно поле g7 · черна пешка на бяло поле h7 · черна пешка на черно поле b6 · черен топ на бяло поле c6 · черна пешка на черно поле a5 · бял офицер на бяло поле d5 · черен цар на бяло поле f5 · бяла пешка на черно поле d4 · бяла пешка на черно поле c3 · бял топ на бяло поле f3 · бяла пешка на бяло поле a2 · бяла пешка на черно поле b2 · бяла пешка на бяло поле g2 · бяла пешка на черно поле h2 · бял цар на черно поле g1 | черен топ на черно поле f8 · черен кон на бяло поле b7 · черна пешка на черно поле c7 · черна пешка на черно поле g7 · черна пешка на бяло поле h7 · черна пешка на черно поле b6 · черен топ на бяло поле c6 · черна пешка на черно поле a5 · бял офицер на бяло поле d5 · черен цар на бяло поле f5 · бяла пешка на черно поле d4 · бяла пешка на черно поле c3 · бял топ на бяло поле f3 · бяла пешка на бяло поле a2 · бяла пешка на черно поле b2 · бяла пешка на бяло поле g2 · бяла пешка на черно поле h2 · бял цар на черно поле g1 | черен топ на черно поле f8 · черен кон на бяло поле b7 · черна пешка на черно поле c7 · черна пешка на черно поле g7 · черна пешка на бяло поле h7 · черна пешка на черно поле b6 · черен топ на бяло поле c6 · черна пешка на черно поле a5 · бял офицер на бяло поле d5 · черен цар на бяло поле f5 · бяла пешка на черно поле d4 · бяла пешка на черно поле c3 · бял топ на бяло поле f3 · бяла пешка на бяло поле a2 · бяла пешка на черно поле b2 · бяла пешка на бяло поле g2 · бяла пешка на черно поле h2 · бял цар на черно поле g1 | черен топ на черно поле f8 · черен кон на бяло поле b7 · черна пешка на черно поле c7 · черна пешка на черно поле g7 · черна пешка на бяло поле h7 · черна пешка на черно поле b6 · черен топ на бяло поле c6 · черна пешка на черно поле a5 · бял офицер на бяло поле d5 · черен цар на бяло поле f5 · бяла пешка на черно поле d4 · бяла пешка на черно поле c3 · бял топ на бяло поле f3 · бяла пешка на бяло поле a2 · бяла пешка на черно поле b2 · бяла пешка на бяло поле g2 · бяла пешка на черно поле h2 · бял цар на черно поле g1 | черен топ на черно поле f8 · черен кон на бяло поле b7 · черна пешка на черно поле c7 · черна пешка на черно поле g7 · черна пешка на бяло поле h7 · черна пешка на черно поле b6 · черен топ на бяло поле c6 · черна пешка на черно поле a5 · бял офицер на бяло поле d5 · черен цар на бяло поле f5 · бяла пешка на черно поле d4 · бяла пешка на черно поле c3 · бял топ на бяло поле f3 · бяла пешка на бяло поле a2 · бяла пешка на черно поле b2 · бяла пешка на бяло поле g2 · бяла пешка на черно поле h2 · бял цар на черно поле g1 | черен топ на черно поле f8 · черен кон на бяло поле b7 · черна пешка на черно поле c7 · черна пешка на черно поле g7 · черна пешка на бяло поле h7 · черна пешка на черно поле b6 · черен топ на бяло поле c6 · черна пешка на черно поле a5 · бял офицер на бяло поле d5 · черен цар на бяло поле f5 · бяла пешка на черно поле d4 · бяла пешка на черно поле c3 · бял топ на бяло поле f3 · бяла пешка на бяло поле a2 · бяла пешка на черно поле b2 · бяла пешка на бяло поле g2 · бяла пешка на черно поле h2 · бял цар на черно поле g1 | 5 |
| 4 | черен топ на черно поле f8 · черен кон на бяло поле b7 · черна пешка на черно поле c7 · черна пешка на черно поле g7 · черна пешка на бяло поле h7 · черна пешка на черно поле b6 · черен топ на бяло поле c6 · черна пешка на черно поле a5 · бял офицер на бяло поле d5 · черен цар на бяло поле f5 · бяла пешка на черно поле d4 · бяла пешка на черно поле c3 · бял топ на бяло поле f3 · бяла пешка на бяло поле a2 · бяла пешка на черно поле b2 · бяла пешка на бяло поле g2 · бяла пешка на черно поле h2 · бял цар на черно поле g1 | черен топ на черно поле f8 · черен кон на бяло поле b7 · черна пешка на черно поле c7 · черна пешка на черно поле g7 · черна пешка на бяло поле h7 · черна пешка на черно поле b6 · черен топ на бяло поле c6 · черна пешка на черно поле a5 · бял офицер на бяло поле d5 · черен цар на бяло поле f5 · бяла пешка на черно поле d4 · бяла пешка на черно поле c3 · бял топ на бяло поле f3 · бяла пешка на бяло поле a2 · бяла пешка на черно поле b2 · бяла пешка на бяло поле g2 · бяла пешка на черно поле h2 · бял цар на черно поле g1 | черен топ на черно поле f8 · черен кон на бяло поле b7 · черна пешка на черно поле c7 · черна пешка на черно поле g7 · черна пешка на бяло поле h7 · черна пешка на черно поле b6 · черен топ на бяло поле c6 · черна пешка на черно поле a5 · бял офицер на бяло поле d5 · черен цар на бяло поле f5 · бяла пешка на черно поле d4 · бяла пешка на черно поле c3 · бял топ на бяло поле f3 · бяла пешка на бяло поле a2 · бяла пешка на черно поле b2 · бяла пешка на бяло поле g2 · бяла пешка на черно поле h2 · бял цар на черно поле g1 | черен топ на черно поле f8 · черен кон на бяло поле b7 · черна пешка на черно поле c7 · черна пешка на черно поле g7 · черна пешка на бяло поле h7 · черна пешка на черно поле b6 · черен топ на бяло поле c6 · черна пешка на черно поле a5 · бял офицер на бяло поле d5 · черен цар на бяло поле f5 · бяла пешка на черно поле d4 · бяла пешка на черно поле c3 · бял топ на бяло поле f3 · бяла пешка на бяло поле a2 · бяла пешка на черно поле b2 · бяла пешка на бяло поле g2 · бяла пешка на черно поле h2 · бял цар на черно поле g1 | черен топ на черно поле f8 · черен кон на бяло поле b7 · черна пешка на черно поле c7 · черна пешка на черно поле g7 · черна пешка на бяло поле h7 · черна пешка на черно поле b6 · черен топ на бяло поле c6 · черна пешка на черно поле a5 · бял офицер на бяло поле d5 · черен цар на бяло поле f5 · бяла пешка на черно поле d4 · бяла пешка на черно поле c3 · бял топ на бяло поле f3 · бяла пешка на бяло поле a2 · бяла пешка на черно поле b2 · бяла пешка на бяло поле g2 · бяла пешка на черно поле h2 · бял цар на черно поле g1 | черен топ на черно поле f8 · черен кон на бяло поле b7 · черна пешка на черно поле c7 · черна пешка на черно поле g7 · черна пешка на бяло поле h7 · черна пешка на черно поле b6 · черен топ на бяло поле c6 · черна пешка на черно поле a5 · бял офицер на бяло поле d5 · черен цар на бяло поле f5 · бяла пешка на черно поле d4 · бяла пешка на черно поле c3 · бял топ на бяло поле f3 · бяла пешка на бяло поле a2 · бяла пешка на черно поле b2 · бяла пешка на бяло поле g2 · бяла пешка на черно поле h2 · бял цар на черно поле g1 | черен топ на черно поле f8 · черен кон на бяло поле b7 · черна пешка на черно поле c7 · черна пешка на черно поле g7 · черна пешка на бяло поле h7 · черна пешка на черно поле b6 · черен топ на бяло поле c6 · черна пешка на черно поле a5 · бял офицер на бяло поле d5 · черен цар на бяло поле f5 · бяла пешка на черно поле d4 · бяла пешка на черно поле c3 · бял топ на бяло поле f3 · бяла пешка на бяло поле a2 · бяла пешка на черно поле b2 · бяла пешка на бяло поле g2 · бяла пешка на черно поле h2 · бял цар на черно поле g1 | черен топ на черно поле f8 · черен кон на бяло поле b7 · черна пешка на черно поле c7 · черна пешка на черно поле g7 · черна пешка на бяло поле h7 · черна пешка на черно поле b6 · черен топ на бяло поле c6 · черна пешка на черно поле a5 · бял офицер на бяло поле d5 · черен цар на бяло поле f5 · бяла пешка на черно поле d4 · бяла пешка на черно поле c3 · бял топ на бяло поле f3 · бяла пешка на бяло поле a2 · бяла пешка на черно поле b2 · бяла пешка на бяло поле g2 · бяла пешка на черно поле h2 · бял цар на черно поле g1 | 4 |
| 3 | черен топ на черно поле f8 · черен кон на бяло поле b7 · черна пешка на черно поле c7 · черна пешка на черно поле g7 · черна пешка на бяло поле h7 · черна пешка на черно поле b6 · черен топ на бяло поле c6 · черна пешка на черно поле a5 · бял офицер на бяло поле d5 · черен цар на бяло поле f5 · бяла пешка на черно поле d4 · бяла пешка на черно поле c3 · бял топ на бяло поле f3 · бяла пешка на бяло поле a2 · бяла пешка на черно поле b2 · бяла пешка на бяло поле g2 · бяла пешка на черно поле h2 · бял цар на черно поле g1 | черен топ на черно поле f8 · черен кон на бяло поле b7 · черна пешка на черно поле c7 · черна пешка на черно поле g7 · черна пешка на бяло поле h7 · черна пешка на черно поле b6 · черен топ на бяло поле c6 · черна пешка на черно поле a5 · бял офицер на бяло поле d5 · черен цар на бяло поле f5 · бяла пешка на черно поле d4 · бяла пешка на черно поле c3 · бял топ на бяло поле f3 · бяла пешка на бяло поле a2 · бяла пешка на черно поле b2 · бяла пешка на бяло поле g2 · бяла пешка на черно поле h2 · бял цар на черно поле g1 | черен топ на черно поле f8 · черен кон на бяло поле b7 · черна пешка на черно поле c7 · черна пешка на черно поле g7 · черна пешка на бяло поле h7 · черна пешка на черно поле b6 · черен топ на бяло поле c6 · черна пешка на черно поле a5 · бял офицер на бяло поле d5 · черен цар на бяло поле f5 · бяла пешка на черно поле d4 · бяла пешка на черно поле c3 · бял топ на бяло поле f3 · бяла пешка на бяло поле a2 · бяла пешка на черно поле b2 · бяла пешка на бяло поле g2 · бяла пешка на черно поле h2 · бял цар на черно поле g1 | черен топ на черно поле f8 · черен кон на бяло поле b7 · черна пешка на черно поле c7 · черна пешка на черно поле g7 · черна пешка на бяло поле h7 · черна пешка на черно поле b6 · черен топ на бяло поле c6 · черна пешка на черно поле a5 · бял офицер на бяло поле d5 · черен цар на бяло поле f5 · бяла пешка на черно поле d4 · бяла пешка на черно поле c3 · бял топ на бяло поле f3 · бяла пешка на бяло поле a2 · бяла пешка на черно поле b2 · бяла пешка на бяло поле g2 · бяла пешка на черно поле h2 · бял цар на черно поле g1 | черен топ на черно поле f8 · черен кон на бяло поле b7 · черна пешка на черно поле c7 · черна пешка на черно поле g7 · черна пешка на бяло поле h7 · черна пешка на черно поле b6 · черен топ на бяло поле c6 · черна пешка на черно поле a5 · бял офицер на бяло поле d5 · черен цар на бяло поле f5 · бяла пешка на черно поле d4 · бяла пешка на черно поле c3 · бял топ на бяло поле f3 · бяла пешка на бяло поле a2 · бяла пешка на черно поле b2 · бяла пешка на бяло поле g2 · бяла пешка на черно поле h2 · бял цар на черно поле g1 | черен топ на черно поле f8 · черен кон на бяло поле b7 · черна пешка на черно поле c7 · черна пешка на черно поле g7 · черна пешка на бяло поле h7 · черна пешка на черно поле b6 · черен топ на бяло поле c6 · черна пешка на черно поле a5 · бял офицер на бяло поле d5 · черен цар на бяло поле f5 · бяла пешка на черно поле d4 · бяла пешка на черно поле c3 · бял топ на бяло поле f3 · бяла пешка на бяло поле a2 · бяла пешка на черно поле b2 · бяла пешка на бяло поле g2 · бяла пешка на черно поле h2 · бял цар на черно поле g1 | черен топ на черно поле f8 · черен кон на бяло поле b7 · черна пешка на черно поле c7 · черна пешка на черно поле g7 · черна пешка на бяло поле h7 · черна пешка на черно поле b6 · черен топ на бяло поле c6 · черна пешка на черно поле a5 · бял офицер на бяло поле d5 · черен цар на бяло поле f5 · бяла пешка на черно поле d4 · бяла пешка на черно поле c3 · бял топ на бяло поле f3 · бяла пешка на бяло поле a2 · бяла пешка на черно поле b2 · бяла пешка на бяло поле g2 · бяла пешка на черно поле h2 · бял цар на черно поле g1 | черен топ на черно поле f8 · черен кон на бяло поле b7 · черна пешка на черно поле c7 · черна пешка на черно поле g7 · черна пешка на бяло поле h7 · черна пешка на черно поле b6 · черен топ на бяло поле c6 · черна пешка на черно поле a5 · бял офицер на бяло поле d5 · черен цар на бяло поле f5 · бяла пешка на черно поле d4 · бяла пешка на черно поле c3 · бял топ на бяло поле f3 · бяла пешка на бяло поле a2 · бяла пешка на черно поле b2 · бяла пешка на бяло поле g2 · бяла пешка на черно поле h2 · бял цар на черно поле g1 | 3 |
| 2 | черен топ на черно поле f8 · черен кон на бяло поле b7 · черна пешка на черно поле c7 · черна пешка на черно поле g7 · черна пешка на бяло поле h7 · черна пешка на черно поле b6 · черен топ на бяло поле c6 · черна пешка на черно поле a5 · бял офицер на бяло поле d5 · черен цар на бяло поле f5 · бяла пешка на черно поле d4 · бяла пешка на черно поле c3 · бял топ на бяло поле f3 · бяла пешка на бяло поле a2 · бяла пешка на черно поле b2 · бяла пешка на бяло поле g2 · бяла пешка на черно поле h2 · бял цар на черно поле g1 | черен топ на черно поле f8 · черен кон на бяло поле b7 · черна пешка на черно поле c7 · черна пешка на черно поле g7 · черна пешка на бяло поле h7 · черна пешка на черно поле b6 · черен топ на бяло поле c6 · черна пешка на черно поле a5 · бял офицер на бяло поле d5 · черен цар на бяло поле f5 · бяла пешка на черно поле d4 · бяла пешка на черно поле c3 · бял топ на бяло поле f3 · бяла пешка на бяло поле a2 · бяла пешка на черно поле b2 · бяла пешка на бяло поле g2 · бяла пешка на черно поле h2 · бял цар на черно поле g1 | черен топ на черно поле f8 · черен кон на бяло поле b7 · черна пешка на черно поле c7 · черна пешка на черно поле g7 · черна пешка на бяло поле h7 · черна пешка на черно поле b6 · черен топ на бяло поле c6 · черна пешка на черно поле a5 · бял офицер на бяло поле d5 · черен цар на бяло поле f5 · бяла пешка на черно поле d4 · бяла пешка на черно поле c3 · бял топ на бяло поле f3 · бяла пешка на бяло поле a2 · бяла пешка на черно поле b2 · бяла пешка на бяло поле g2 · бяла пешка на черно поле h2 · бял цар на черно поле g1 | черен топ на черно поле f8 · черен кон на бяло поле b7 · черна пешка на черно поле c7 · черна пешка на черно поле g7 · черна пешка на бяло поле h7 · черна пешка на черно поле b6 · черен топ на бяло поле c6 · черна пешка на черно поле a5 · бял офицер на бяло поле d5 · черен цар на бяло поле f5 · бяла пешка на черно поле d4 · бяла пешка на черно поле c3 · бял топ на бяло поле f3 · бяла пешка на бяло поле a2 · бяла пешка на черно поле b2 · бяла пешка на бяло поле g2 · бяла пешка на черно поле h2 · бял цар на черно поле g1 | черен топ на черно поле f8 · черен кон на бяло поле b7 · черна пешка на черно поле c7 · черна пешка на черно поле g7 · черна пешка на бяло поле h7 · черна пешка на черно поле b6 · черен топ на бяло поле c6 · черна пешка на черно поле a5 · бял офицер на бяло поле d5 · черен цар на бяло поле f5 · бяла пешка на черно поле d4 · бяла пешка на черно поле c3 · бял топ на бяло поле f3 · бяла пешка на бяло поле a2 · бяла пешка на черно поле b2 · бяла пешка на бяло поле g2 · бяла пешка на черно поле h2 · бял цар на черно поле g1 | черен топ на черно поле f8 · черен кон на бяло поле b7 · черна пешка на черно поле c7 · черна пешка на черно поле g7 · черна пешка на бяло поле h7 · черна пешка на черно поле b6 · черен топ на бяло поле c6 · черна пешка на черно поле a5 · бял офицер на бяло поле d5 · черен цар на бяло поле f5 · бяла пешка на черно поле d4 · бяла пешка на черно поле c3 · бял топ на бяло поле f3 · бяла пешка на бяло поле a2 · бяла пешка на черно поле b2 · бяла пешка на бяло поле g2 · бяла пешка на черно поле h2 · бял цар на черно поле g1 | черен топ на черно поле f8 · черен кон на бяло поле b7 · черна пешка на черно поле c7 · черна пешка на черно поле g7 · черна пешка на бяло поле h7 · черна пешка на черно поле b6 · черен топ на бяло поле c6 · черна пешка на черно поле a5 · бял офицер на бяло поле d5 · черен цар на бяло поле f5 · бяла пешка на черно поле d4 · бяла пешка на черно поле c3 · бял топ на бяло поле f3 · бяла пешка на бяло поле a2 · бяла пешка на черно поле b2 · бяла пешка на бяло поле g2 · бяла пешка на черно поле h2 · бял цар на черно поле g1 | черен топ на черно поле f8 · черен кон на бяло поле b7 · черна пешка на черно поле c7 · черна пешка на черно поле g7 · черна пешка на бяло поле h7 · черна пешка на черно поле b6 · черен топ на бяло поле c6 · черна пешка на черно поле a5 · бял офицер на бяло поле d5 · черен цар на бяло поле f5 · бяла пешка на черно поле d4 · бяла пешка на черно поле c3 · бял топ на бяло поле f3 · бяла пешка на бяло поле a2 · бяла пешка на черно поле b2 · бяла пешка на бяло поле g2 · бяла пешка на черно поле h2 · бял цар на черно поле g1 | 2 |
| 1 | черен топ на черно поле f8 · черен кон на бяло поле b7 · черна пешка на черно поле c7 · черна пешка на черно поле g7 · черна пешка на бяло поле h7 · черна пешка на черно поле b6 · черен топ на бяло поле c6 · черна пешка на черно поле a5 · бял офицер на бяло поле d5 · черен цар на бяло поле f5 · бяла пешка на черно поле d4 · бяла пешка на черно поле c3 · бял топ на бяло поле f3 · бяла пешка на бяло поле a2 · бяла пешка на черно поле b2 · бяла пешка на бяло поле g2 · бяла пешка на черно поле h2 · бял цар на черно поле g1 | черен топ на черно поле f8 · черен кон на бяло поле b7 · черна пешка на черно поле c7 · черна пешка на черно поле g7 · черна пешка на бяло поле h7 · черна пешка на черно поле b6 · черен топ на бяло поле c6 · черна пешка на черно поле a5 · бял офицер на бяло поле d5 · черен цар на бяло поле f5 · бяла пешка на черно поле d4 · бяла пешка на черно поле c3 · бял топ на бяло поле f3 · бяла пешка на бяло поле a2 · бяла пешка на черно поле b2 · бяла пешка на бяло поле g2 · бяла пешка на черно поле h2 · бял цар на черно поле g1 | черен топ на черно поле f8 · черен кон на бяло поле b7 · черна пешка на черно поле c7 · черна пешка на черно поле g7 · черна пешка на бяло поле h7 · черна пешка на черно поле b6 · черен топ на бяло поле c6 · черна пешка на черно поле a5 · бял офицер на бяло поле d5 · черен цар на бяло поле f5 · бяла пешка на черно поле d4 · бяла пешка на черно поле c3 · бял топ на бяло поле f3 · бяла пешка на бяло поле a2 · бяла пешка на черно поле b2 · бяла пешка на бяло поле g2 · бяла пешка на черно поле h2 · бял цар на черно поле g1 | черен топ на черно поле f8 · черен кон на бяло поле b7 · черна пешка на черно поле c7 · черна пешка на черно поле g7 · черна пешка на бяло поле h7 · черна пешка на черно поле b6 · черен топ на бяло поле c6 · черна пешка на черно поле a5 · бял офицер на бяло поле d5 · черен цар на бяло поле f5 · бяла пешка на черно поле d4 · бяла пешка на черно поле c3 · бял топ на бяло поле f3 · бяла пешка на бяло поле a2 · бяла пешка на черно поле b2 · бяла пешка на бяло поле g2 · бяла пешка на черно поле h2 · бял цар на черно поле g1 | черен топ на черно поле f8 · черен кон на бяло поле b7 · черна пешка на черно поле c7 · черна пешка на черно поле g7 · черна пешка на бяло поле h7 · черна пешка на черно поле b6 · черен топ на бяло поле c6 · черна пешка на черно поле a5 · бял офицер на бяло поле d5 · черен цар на бяло поле f5 · бяла пешка на черно поле d4 · бяла пешка на черно поле c3 · бял топ на бяло поле f3 · бяла пешка на бяло поле a2 · бяла пешка на черно поле b2 · бяла пешка на бяло поле g2 · бяла пешка на черно поле h2 · бял цар на черно поле g1 | черен топ на черно поле f8 · черен кон на бяло поле b7 · черна пешка на черно поле c7 · черна пешка на черно поле g7 · черна пешка на бяло поле h7 · черна пешка на черно поле b6 · черен топ на бяло поле c6 · черна пешка на черно поле a5 · бял офицер на бяло поле d5 · черен цар на бяло поле f5 · бяла пешка на черно поле d4 · бяла пешка на черно поле c3 · бял топ на бяло поле f3 · бяла пешка на бяло поле a2 · бяла пешка на черно поле b2 · бяла пешка на бяло поле g2 · бяла пешка на черно поле h2 · бял цар на черно поле g1 | черен топ на черно поле f8 · черен кон на бяло поле b7 · черна пешка на черно поле c7 · черна пешка на черно поле g7 · черна пешка на бяло поле h7 · черна пешка на черно поле b6 · черен топ на бяло поле c6 · черна пешка на черно поле a5 · бял офицер на бяло поле d5 · черен цар на бяло поле f5 · бяла пешка на черно поле d4 · бяла пешка на черно поле c3 · бял топ на бяло поле f3 · бяла пешка на бяло поле a2 · бяла пешка на черно поле b2 · бяла пешка на бяло поле g2 · бяла пешка на черно поле h2 · бял цар на черно поле g1 | черен топ на черно поле f8 · черен кон на бяло поле b7 · черна пешка на черно поле c7 · черна пешка на черно поле g7 · черна пешка на бяло поле h7 · черна пешка на черно поле b6 · черен топ на бяло поле c6 · черна пешка на черно поле a5 · бял офицер на бяло поле d5 · черен цар на бяло поле f5 · бяла пешка на черно поле d4 · бяла пешка на черно поле c3 · бял топ на бяло поле f3 · бяла пешка на бяло поле a2 · бяла пешка на черно поле b2 · бяла пешка на бяло поле g2 · бяла пешка на черно поле h2 · бял цар на черно поле g1 | 1 |
|   | a | b | c | d | e | f | g | h |   |

Линейният удар може да бъде два вида:
- абсолютен - атаката се извършва срещу царя (шах), който е длъжен да се измести от линията.
- относителен - на друга фигура, която не е длъжна да се премести.

## Примери
В позицията на диаграма 1 черните имат топ повече. Те обаче губят заради линейните удари. 
Първият е абсолютен линеен удар от топа на f3. Вторият е относителен линеен удар от офицера на d5.
Черният цар е в шах и е принуден да отстъпи от линията f. 1... Цg6 2. Т:f8 Белите спечелиха топ, но загубите на черните не свършат дотук. Остава заплахата да се вземе другия топ на c6 с офицера. Ако топът се придвижи някъде, белите ще вземат коня на b7 и остават с офицер и пешка повече.
|   | a | b | c | d | e | f | g | h |   |
| 8 | черна дама на бяло поле d7 · черен цар на черно поле e7 · черен офицер на бяло поле d5 · бял цар на бяло поле e4 · бял офицер на черно поле f4 · бяла дама на бяло поле f3 | черна дама на бяло поле d7 · черен цар на черно поле e7 · черен офицер на бяло поле d5 · бял цар на бяло поле e4 · бял офицер на черно поле f4 · бяла дама на бяло поле f3 | черна дама на бяло поле d7 · черен цар на черно поле e7 · черен офицер на бяло поле d5 · бял цар на бяло поле e4 · бял офицер на черно поле f4 · бяла дама на бяло поле f3 | черна дама на бяло поле d7 · черен цар на черно поле e7 · черен офицер на бяло поле d5 · бял цар на бяло поле e4 · бял офицер на черно поле f4 · бяла дама на бяло поле f3 | черна дама на бяло поле d7 · черен цар на черно поле e7 · черен офицер на бяло поле d5 · бял цар на бяло поле e4 · бял офицер на черно поле f4 · бяла дама на бяло поле f3 | черна дама на бяло поле d7 · черен цар на черно поле e7 · черен офицер на бяло поле d5 · бял цар на бяло поле e4 · бял офицер на черно поле f4 · бяла дама на бяло поле f3 | черна дама на бяло поле d7 · черен цар на черно поле e7 · черен офицер на бяло поле d5 · бял цар на бяло поле e4 · бял офицер на черно поле f4 · бяла дама на бяло поле f3 | черна дама на бяло поле d7 · черен цар на черно поле e7 · черен офицер на бяло поле d5 · бял цар на бяло поле e4 · бял офицер на черно поле f4 · бяла дама на бяло поле f3 | 8 |
| 7 | черна дама на бяло поле d7 · черен цар на черно поле e7 · черен офицер на бяло поле d5 · бял цар на бяло поле e4 · бял офицер на черно поле f4 · бяла дама на бяло поле f3 | черна дама на бяло поле d7 · черен цар на черно поле e7 · черен офицер на бяло поле d5 · бял цар на бяло поле e4 · бял офицер на черно поле f4 · бяла дама на бяло поле f3 | черна дама на бяло поле d7 · черен цар на черно поле e7 · черен офицер на бяло поле d5 · бял цар на бяло поле e4 · бял офицер на черно поле f4 · бяла дама на бяло поле f3 | черна дама на бяло поле d7 · черен цар на черно поле e7 · черен офицер на бяло поле d5 · бял цар на бяло поле e4 · бял офицер на черно поле f4 · бяла дама на бяло поле f3 | черна дама на бяло поле d7 · черен цар на черно поле e7 · черен офицер на бяло поле d5 · бял цар на бяло поле e4 · бял офицер на черно поле f4 · бяла дама на бяло поле f3 | черна дама на бяло поле d7 · черен цар на черно поле e7 · черен офицер на бяло поле d5 · бял цар на бяло поле e4 · бял офицер на черно поле f4 · бяла дама на бяло поле f3 | черна дама на бяло поле d7 · черен цар на черно поле e7 · черен офицер на бяло поле d5 · бял цар на бяло поле e4 · бял офицер на черно поле f4 · бяла дама на бяло поле f3 | черна дама на бяло поле d7 · черен цар на черно поле e7 · черен офицер на бяло поле d5 · бял цар на бяло поле e4 · бял офицер на черно поле f4 · бяла дама на бяло поле f3 | 7 |
| 6 | черна дама на бяло поле d7 · черен цар на черно поле e7 · черен офицер на бяло поле d5 · бял цар на бяло поле e4 · бял офицер на черно поле f4 · бяла дама на бяло поле f3 | черна дама на бяло поле d7 · черен цар на черно поле e7 · черен офицер на бяло поле d5 · бял цар на бяло поле e4 · бял офицер на черно поле f4 · бяла дама на бяло поле f3 | черна дама на бяло поле d7 · черен цар на черно поле e7 · черен офицер на бяло поле d5 · бял цар на бяло поле e4 · бял офицер на черно поле f4 · бяла дама на бяло поле f3 | черна дама на бяло поле d7 · черен цар на черно поле e7 · черен офицер на бяло поле d5 · бял цар на бяло поле e4 · бял офицер на черно поле f4 · бяла дама на бяло поле f3 | черна дама на бяло поле d7 · черен цар на черно поле e7 · черен офицер на бяло поле d5 · бял цар на бяло поле e4 · бял офицер на черно поле f4 · бяла дама на бяло поле f3 | черна дама на бяло поле d7 · черен цар на черно поле e7 · черен офицер на бяло поле d5 · бял цар на бяло поле e4 · бял офицер на черно поле f4 · бяла дама на бяло поле f3 | черна дама на бяло поле d7 · черен цар на черно поле e7 · черен офицер на бяло поле d5 · бял цар на бяло поле e4 · бял офицер на черно поле f4 · бяла дама на бяло поле f3 | черна дама на бяло поле d7 · черен цар на черно поле e7 · черен офицер на бяло поле d5 · бял цар на бяло поле e4 · бял офицер на черно поле f4 · бяла дама на бяло поле f3 | 6 |
| 5 | черна дама на бяло поле d7 · черен цар на черно поле e7 · черен офицер на бяло поле d5 · бял цар на бяло поле e4 · бял офицер на черно поле f4 · бяла дама на бяло поле f3 | черна дама на бяло поле d7 · черен цар на черно поле e7 · черен офицер на бяло поле d5 · бял цар на бяло поле e4 · бял офицер на черно поле f4 · бяла дама на бяло поле f3 | черна дама на бяло поле d7 · черен цар на черно поле e7 · черен офицер на бяло поле d5 · бял цар на бяло поле e4 · бял офицер на черно поле f4 · бяла дама на бяло поле f3 | черна дама на бяло поле d7 · черен цар на черно поле e7 · черен офицер на бяло поле d5 · бял цар на бяло поле e4 · бял офицер на черно поле f4 · бяла дама на бяло поле f3 | черна дама на бяло поле d7 · черен цар на черно поле e7 · черен офицер на бяло поле d5 · бял цар на бяло поле e4 · бял офицер на черно поле f4 · бяла дама на бяло поле f3 | черна дама на бяло поле d7 · черен цар на черно поле e7 · черен офицер на бяло поле d5 · бял цар на бяло поле e4 · бял офицер на черно поле f4 · бяла дама на бяло поле f3 | черна дама на бяло поле d7 · черен цар на черно поле e7 · черен офицер на бяло поле d5 · бял цар на бяло поле e4 · бял офицер на черно поле f4 · бяла дама на бяло поле f3 | черна дама на бяло поле d7 · черен цар на черно поле e7 · черен офицер на бяло поле d5 · бял цар на бяло поле e4 · бял офицер на черно поле f4 · бяла дама на бяло поле f3 | 5 |
| 4 | черна дама на бяло поле d7 · черен цар на черно поле e7 · черен офицер на бяло поле d5 · бял цар на бяло поле e4 · бял офицер на черно поле f4 · бяла дама на бяло поле f3 | черна дама на бяло поле d7 · черен цар на черно поле e7 · черен офицер на бяло поле d5 · бял цар на бяло поле e4 · бял офицер на черно поле f4 · бяла дама на бяло поле f3 | черна дама на бяло поле d7 · черен цар на черно поле e7 · черен офицер на бяло поле d5 · бял цар на бяло поле e4 · бял офицер на черно поле f4 · бяла дама на бяло поле f3 | черна дама на бяло поле d7 · черен цар на черно поле e7 · черен офицер на бяло поле d5 · бял цар на бяло поле e4 · бял офицер на черно поле f4 · бяла дама на бяло поле f3 | черна дама на бяло поле d7 · черен цар на черно поле e7 · черен офицер на бяло поле d5 · бял цар на бяло поле e4 · бял офицер на черно поле f4 · бяла дама на бяло поле f3 | черна дама на бяло поле d7 · черен цар на черно поле e7 · черен офицер на бяло поле d5 · бял цар на бяло поле e4 · бял офицер на черно поле f4 · бяла дама на бяло поле f3 | черна дама на бяло поле d7 · черен цар на черно поле e7 · черен офицер на бяло поле d5 · бял цар на бяло поле e4 · бял офицер на черно поле f4 · бяла дама на бяло поле f3 | черна дама на бяло поле d7 · черен цар на черно поле e7 · черен офицер на бяло поле d5 · бял цар на бяло поле e4 · бял офицер на черно поле f4 · бяла дама на бяло поле f3 | 4 |
| 3 | черна дама на бяло поле d7 · черен цар на черно поле e7 · черен офицер на бяло поле d5 · бял цар на бяло поле e4 · бял офицер на черно поле f4 · бяла дама на бяло поле f3 | черна дама на бяло поле d7 · черен цар на черно поле e7 · черен офицер на бяло поле d5 · бял цар на бяло поле e4 · бял офицер на черно поле f4 · бяла дама на бяло поле f3 | черна дама на бяло поле d7 · черен цар на черно поле e7 · черен офицер на бяло поле d5 · бял цар на бяло поле e4 · бял офицер на черно поле f4 · бяла дама на бяло поле f3 | черна дама на бяло поле d7 · черен цар на черно поле e7 · черен офицер на бяло поле d5 · бял цар на бяло поле e4 · бял офицер на черно поле f4 · бяла дама на бяло поле f3 | черна дама на бяло поле d7 · черен цар на черно поле e7 · черен офицер на бяло поле d5 · бял цар на бяло поле e4 · бял офицер на черно поле f4 · бяла дама на бяло поле f3 | черна дама на бяло поле d7 · черен цар на черно поле e7 · черен офицер на бяло поле d5 · бял цар на бяло поле e4 · бял офицер на черно поле f4 · бяла дама на бяло поле f3 | черна дама на бяло поле d7 · черен цар на черно поле e7 · черен офицер на бяло поле d5 · бял цар на бяло поле e4 · бял офицер на черно поле f4 · бяла дама на бяло поле f3 | черна дама на бяло поле d7 · черен цар на черно поле e7 · черен офицер на бяло поле d5 · бял цар на бяло поле e4 · бял офицер на черно поле f4 · бяла дама на бяло поле f3 | 3 |
| 2 | черна дама на бяло поле d7 · черен цар на черно поле e7 · черен офицер на бяло поле d5 · бял цар на бяло поле e4 · бял офицер на черно поле f4 · бяла дама на бяло поле f3 | черна дама на бяло поле d7 · черен цар на черно поле e7 · черен офицер на бяло поле d5 · бял цар на бяло поле e4 · бял офицер на черно поле f4 · бяла дама на бяло поле f3 | черна дама на бяло поле d7 · черен цар на черно поле e7 · черен офицер на бяло поле d5 · бял цар на бяло поле e4 · бял офицер на черно поле f4 · бяла дама на бяло поле f3 | черна дама на бяло поле d7 · черен цар на черно поле e7 · черен офицер на бяло поле d5 · бял цар на бяло поле e4 · бял офицер на черно поле f4 · бяла дама на бяло поле f3 | черна дама на бяло поле d7 · черен цар на черно поле e7 · черен офицер на бяло поле d5 · бял цар на бяло поле e4 · бял офицер на черно поле f4 · бяла дама на бяло поле f3 | черна дама на бяло поле d7 · черен цар на черно поле e7 · черен офицер на бяло поле d5 · бял цар на бяло поле e4 · бял офицер на черно поле f4 · бяла дама на бяло поле f3 | черна дама на бяло поле d7 · черен цар на черно поле e7 · черен офицер на бяло поле d5 · бял цар на бяло поле e4 · бял офицер на черно поле f4 · бяла дама на бяло поле f3 | черна дама на бяло поле d7 · черен цар на черно поле e7 · черен офицер на бяло поле d5 · бял цар на бяло поле e4 · бял офицер на черно поле f4 · бяла дама на бяло поле f3 | 2 |
| 1 | черна дама на бяло поле d7 · черен цар на черно поле e7 · черен офицер на бяло поле d5 · бял цар на бяло поле e4 · бял офицер на черно поле f4 · бяла дама на бяло поле f3 | черна дама на бяло поле d7 · черен цар на черно поле e7 · черен офицер на бяло поле d5 · бял цар на бяло поле e4 · бял офицер на черно поле f4 · бяла дама на бяло поле f3 | черна дама на бяло поле d7 · черен цар на черно поле e7 · черен офицер на бяло поле d5 · бял цар на бяло поле e4 · бял офицер на черно поле f4 · бяла дама на бяло поле f3 | черна дама на бяло поле d7 · черен цар на черно поле e7 · черен офицер на бяло поле d5 · бял цар на бяло поле e4 · бял офицер на черно поле f4 · бяла дама на бяло поле f3 | черна дама на бяло поле d7 · черен цар на черно поле e7 · черен офицер на бяло поле d5 · бял цар на бяло поле e4 · бял офицер на черно поле f4 · бяла дама на бяло поле f3 | черна дама на бяло поле d7 · черен цар на черно поле e7 · черен офицер на бяло поле d5 · бял цар на бяло поле e4 · бял офицер на черно поле f4 · бяла дама на бяло поле f3 | черна дама на бяло поле d7 · черен цар на черно поле e7 · черен офицер на бяло поле d5 · бял цар на бяло поле e4 · бял офицер на черно поле f4 · бяла дама на бяло поле f3 | черна дама на бяло поле d7 · черен цар на черно поле e7 · черен офицер на бяло поле d5 · бял цар на бяло поле e4 · бял офицер на черно поле f4 · бяла дама на бяло поле f3 | 1 |
|   | a | b | c | d | e | f | g | h |   |

|   | a | b | c | d | e | f | g | h |   |
| 8 | черен топ на бяло поле b7 · черен цар на бяло поле f7 · черна пешка на бяло поле e6 · черна пешка на черно поле f6 · черна дама на бяло поле d5 · бяла пешка на черно поле f4 · бяла пешка на черно поле e3 · бял офицер на бяло поле f3 · бяла дама на бяло поле e2 · бял цар на черно поле f2 | черен топ на бяло поле b7 · черен цар на бяло поле f7 · черна пешка на бяло поле e6 · черна пешка на черно поле f6 · черна дама на бяло поле d5 · бяла пешка на черно поле f4 · бяла пешка на черно поле e3 · бял офицер на бяло поле f3 · бяла дама на бяло поле e2 · бял цар на черно поле f2 | черен топ на бяло поле b7 · черен цар на бяло поле f7 · черна пешка на бяло поле e6 · черна пешка на черно поле f6 · черна дама на бяло поле d5 · бяла пешка на черно поле f4 · бяла пешка на черно поле e3 · бял офицер на бяло поле f3 · бяла дама на бяло поле e2 · бял цар на черно поле f2 | черен топ на бяло поле b7 · черен цар на бяло поле f7 · черна пешка на бяло поле e6 · черна пешка на черно поле f6 · черна дама на бяло поле d5 · бяла пешка на черно поле f4 · бяла пешка на черно поле e3 · бял офицер на бяло поле f3 · бяла дама на бяло поле e2 · бял цар на черно поле f2 | черен топ на бяло поле b7 · черен цар на бяло поле f7 · черна пешка на бяло поле e6 · черна пешка на черно поле f6 · черна дама на бяло поле d5 · бяла пешка на черно поле f4 · бяла пешка на черно поле e3 · бял офицер на бяло поле f3 · бяла дама на бяло поле e2 · бял цар на черно поле f2 | черен топ на бяло поле b7 · черен цар на бяло поле f7 · черна пешка на бяло поле e6 · черна пешка на черно поле f6 · черна дама на бяло поле d5 · бяла пешка на черно поле f4 · бяла пешка на черно поле e3 · бял офицер на бяло поле f3 · бяла дама на бяло поле e2 · бял цар на черно поле f2 | черен топ на бяло поле b7 · черен цар на бяло поле f7 · черна пешка на бяло поле e6 · черна пешка на черно поле f6 · черна дама на бяло поле d5 · бяла пешка на черно поле f4 · бяла пешка на черно поле e3 · бял офицер на бяло поле f3 · бяла дама на бяло поле e2 · бял цар на черно поле f2 | черен топ на бяло поле b7 · черен цар на бяло поле f7 · черна пешка на бяло поле e6 · черна пешка на черно поле f6 · черна дама на бяло поле d5 · бяла пешка на черно поле f4 · бяла пешка на черно поле e3 · бял офицер на бяло поле f3 · бяла дама на бяло поле e2 · бял цар на черно поле f2 | 8 |
| 7 | черен топ на бяло поле b7 · черен цар на бяло поле f7 · черна пешка на бяло поле e6 · черна пешка на черно поле f6 · черна дама на бяло поле d5 · бяла пешка на черно поле f4 · бяла пешка на черно поле e3 · бял офицер на бяло поле f3 · бяла дама на бяло поле e2 · бял цар на черно поле f2 | черен топ на бяло поле b7 · черен цар на бяло поле f7 · черна пешка на бяло поле e6 · черна пешка на черно поле f6 · черна дама на бяло поле d5 · бяла пешка на черно поле f4 · бяла пешка на черно поле e3 · бял офицер на бяло поле f3 · бяла дама на бяло поле e2 · бял цар на черно поле f2 | черен топ на бяло поле b7 · черен цар на бяло поле f7 · черна пешка на бяло поле e6 · черна пешка на черно поле f6 · черна дама на бяло поле d5 · бяла пешка на черно поле f4 · бяла пешка на черно поле e3 · бял офицер на бяло поле f3 · бяла дама на бяло поле e2 · бял цар на черно поле f2 | черен топ на бяло поле b7 · черен цар на бяло поле f7 · черна пешка на бяло поле e6 · черна пешка на черно поле f6 · черна дама на бяло поле d5 · бяла пешка на черно поле f4 · бяла пешка на черно поле e3 · бял офицер на бяло поле f3 · бяла дама на бяло поле e2 · бял цар на черно поле f2 | черен топ на бяло поле b7 · черен цар на бяло поле f7 · черна пешка на бяло поле e6 · черна пешка на черно поле f6 · черна дама на бяло поле d5 · бяла пешка на черно поле f4 · бяла пешка на черно поле e3 · бял офицер на бяло поле f3 · бяла дама на бяло поле e2 · бял цар на черно поле f2 | черен топ на бяло поле b7 · черен цар на бяло поле f7 · черна пешка на бяло поле e6 · черна пешка на черно поле f6 · черна дама на бяло поле d5 · бяла пешка на черно поле f4 · бяла пешка на черно поле e3 · бял офицер на бяло поле f3 · бяла дама на бяло поле e2 · бял цар на черно поле f2 | черен топ на бяло поле b7 · черен цар на бяло поле f7 · черна пешка на бяло поле e6 · черна пешка на черно поле f6 · черна дама на бяло поле d5 · бяла пешка на черно поле f4 · бяла пешка на черно поле e3 · бял офицер на бяло поле f3 · бяла дама на бяло поле e2 · бял цар на черно поле f2 | черен топ на бяло поле b7 · черен цар на бяло поле f7 · черна пешка на бяло поле e6 · черна пешка на черно поле f6 · черна дама на бяло поле d5 · бяла пешка на черно поле f4 · бяла пешка на черно поле e3 · бял офицер на бяло поле f3 · бяла дама на бяло поле e2 · бял цар на черно поле f2 | 7 |
| 6 | черен топ на бяло поле b7 · черен цар на бяло поле f7 · черна пешка на бяло поле e6 · черна пешка на черно поле f6 · черна дама на бяло поле d5 · бяла пешка на черно поле f4 · бяла пешка на черно поле e3 · бял офицер на бяло поле f3 · бяла дама на бяло поле e2 · бял цар на черно поле f2 | черен топ на бяло поле b7 · черен цар на бяло поле f7 · черна пешка на бяло поле e6 · черна пешка на черно поле f6 · черна дама на бяло поле d5 · бяла пешка на черно поле f4 · бяла пешка на черно поле e3 · бял офицер на бяло поле f3 · бяла дама на бяло поле e2 · бял цар на черно поле f2 | черен топ на бяло поле b7 · черен цар на бяло поле f7 · черна пешка на бяло поле e6 · черна пешка на черно поле f6 · черна дама на бяло поле d5 · бяла пешка на черно поле f4 · бяла пешка на черно поле e3 · бял офицер на бяло поле f3 · бяла дама на бяло поле e2 · бял цар на черно поле f2 | черен топ на бяло поле b7 · черен цар на бяло поле f7 · черна пешка на бяло поле e6 · черна пешка на черно поле f6 · черна дама на бяло поле d5 · бяла пешка на черно поле f4 · бяла пешка на черно поле e3 · бял офицер на бяло поле f3 · бяла дама на бяло поле e2 · бял цар на черно поле f2 | черен топ на бяло поле b7 · черен цар на бяло поле f7 · черна пешка на бяло поле e6 · черна пешка на черно поле f6 · черна дама на бяло поле d5 · бяла пешка на черно поле f4 · бяла пешка на черно поле e3 · бял офицер на бяло поле f3 · бяла дама на бяло поле e2 · бял цар на черно поле f2 | черен топ на бяло поле b7 · черен цар на бяло поле f7 · черна пешка на бяло поле e6 · черна пешка на черно поле f6 · черна дама на бяло поле d5 · бяла пешка на черно поле f4 · бяла пешка на черно поле e3 · бял офицер на бяло поле f3 · бяла дама на бяло поле e2 · бял цар на черно поле f2 | черен топ на бяло поле b7 · черен цар на бяло поле f7 · черна пешка на бяло поле e6 · черна пешка на черно поле f6 · черна дама на бяло поле d5 · бяла пешка на черно поле f4 · бяла пешка на черно поле e3 · бял офицер на бяло поле f3 · бяла дама на бяло поле e2 · бял цар на черно поле f2 | черен топ на бяло поле b7 · черен цар на бяло поле f7 · черна пешка на бяло поле e6 · черна пешка на черно поле f6 · черна дама на бяло поле d5 · бяла пешка на черно поле f4 · бяла пешка на черно поле e3 · бял офицер на бяло поле f3 · бяла дама на бяло поле e2 · бял цар на черно поле f2 | 6 |
| 5 | черен топ на бяло поле b7 · черен цар на бяло поле f7 · черна пешка на бяло поле e6 · черна пешка на черно поле f6 · черна дама на бяло поле d5 · бяла пешка на черно поле f4 · бяла пешка на черно поле e3 · бял офицер на бяло поле f3 · бяла дама на бяло поле e2 · бял цар на черно поле f2 | черен топ на бяло поле b7 · черен цар на бяло поле f7 · черна пешка на бяло поле e6 · черна пешка на черно поле f6 · черна дама на бяло поле d5 · бяла пешка на черно поле f4 · бяла пешка на черно поле e3 · бял офицер на бяло поле f3 · бяла дама на бяло поле e2 · бял цар на черно поле f2 | черен топ на бяло поле b7 · черен цар на бяло поле f7 · черна пешка на бяло поле e6 · черна пешка на черно поле f6 · черна дама на бяло поле d5 · бяла пешка на черно поле f4 · бяла пешка на черно поле e3 · бял офицер на бяло поле f3 · бяла дама на бяло поле e2 · бял цар на черно поле f2 | черен топ на бяло поле b7 · черен цар на бяло поле f7 · черна пешка на бяло поле e6 · черна пешка на черно поле f6 · черна дама на бяло поле d5 · бяла пешка на черно поле f4 · бяла пешка на черно поле e3 · бял офицер на бяло поле f3 · бяла дама на бяло поле e2 · бял цар на черно поле f2 | черен топ на бяло поле b7 · черен цар на бяло поле f7 · черна пешка на бяло поле e6 · черна пешка на черно поле f6 · черна дама на бяло поле d5 · бяла пешка на черно поле f4 · бяла пешка на черно поле e3 · бял офицер на бяло поле f3 · бяла дама на бяло поле e2 · бял цар на черно поле f2 | черен топ на бяло поле b7 · черен цар на бяло поле f7 · черна пешка на бяло поле e6 · черна пешка на черно поле f6 · черна дама на бяло поле d5 · бяла пешка на черно поле f4 · бяла пешка на черно поле e3 · бял офицер на бяло поле f3 · бяла дама на бяло поле e2 · бял цар на черно поле f2 | черен топ на бяло поле b7 · черен цар на бяло поле f7 · черна пешка на бяло поле e6 · черна пешка на черно поле f6 · черна дама на бяло поле d5 · бяла пешка на черно поле f4 · бяла пешка на черно поле e3 · бял офицер на бяло поле f3 · бяла дама на бяло поле e2 · бял цар на черно поле f2 | черен топ на бяло поле b7 · черен цар на бяло поле f7 · черна пешка на бяло поле e6 · черна пешка на черно поле f6 · черна дама на бяло поле d5 · бяла пешка на черно поле f4 · бяла пешка на черно поле e3 · бял офицер на бяло поле f3 · бяла дама на бяло поле e2 · бял цар на черно поле f2 | 5 |
| 4 | черен топ на бяло поле b7 · черен цар на бяло поле f7 · черна пешка на бяло поле e6 · черна пешка на черно поле f6 · черна дама на бяло поле d5 · бяла пешка на черно поле f4 · бяла пешка на черно поле e3 · бял офицер на бяло поле f3 · бяла дама на бяло поле e2 · бял цар на черно поле f2 | черен топ на бяло поле b7 · черен цар на бяло поле f7 · черна пешка на бяло поле e6 · черна пешка на черно поле f6 · черна дама на бяло поле d5 · бяла пешка на черно поле f4 · бяла пешка на черно поле e3 · бял офицер на бяло поле f3 · бяла дама на бяло поле e2 · бял цар на черно поле f2 | черен топ на бяло поле b7 · черен цар на бяло поле f7 · черна пешка на бяло поле e6 · черна пешка на черно поле f6 · черна дама на бяло поле d5 · бяла пешка на черно поле f4 · бяла пешка на черно поле e3 · бял офицер на бяло поле f3 · бяла дама на бяло поле e2 · бял цар на черно поле f2 | черен топ на бяло поле b7 · черен цар на бяло поле f7 · черна пешка на бяло поле e6 · черна пешка на черно поле f6 · черна дама на бяло поле d5 · бяла пешка на черно поле f4 · бяла пешка на черно поле e3 · бял офицер на бяло поле f3 · бяла дама на бяло поле e2 · бял цар на черно поле f2 | черен топ на бяло поле b7 · черен цар на бяло поле f7 · черна пешка на бяло поле e6 · черна пешка на черно поле f6 · черна дама на бяло поле d5 · бяла пешка на черно поле f4 · бяла пешка на черно поле e3 · бял офицер на бяло поле f3 · бяла дама на бяло поле e2 · бял цар на черно поле f2 | черен топ на бяло поле b7 · черен цар на бяло поле f7 · черна пешка на бяло поле e6 · черна пешка на черно поле f6 · черна дама на бяло поле d5 · бяла пешка на черно поле f4 · бяла пешка на черно поле e3 · бял офицер на бяло поле f3 · бяла дама на бяло поле e2 · бял цар на черно поле f2 | черен топ на бяло поле b7 · черен цар на бяло поле f7 · черна пешка на бяло поле e6 · черна пешка на черно поле f6 · черна дама на бяло поле d5 · бяла пешка на черно поле f4 · бяла пешка на черно поле e3 · бял офицер на бяло поле f3 · бяла дама на бяло поле e2 · бял цар на черно поле f2 | черен топ на бяло поле b7 · черен цар на бяло поле f7 · черна пешка на бяло поле e6 · черна пешка на черно поле f6 · черна дама на бяло поле d5 · бяла пешка на черно поле f4 · бяла пешка на черно поле e3 · бял офицер на бяло поле f3 · бяла дама на бяло поле e2 · бял цар на черно поле f2 | 4 |
| 3 | черен топ на бяло поле b7 · черен цар на бяло поле f7 · черна пешка на бяло поле e6 · черна пешка на черно поле f6 · черна дама на бяло поле d5 · бяла пешка на черно поле f4 · бяла пешка на черно поле e3 · бял офицер на бяло поле f3 · бяла дама на бяло поле e2 · бял цар на черно поле f2 | черен топ на бяло поле b7 · черен цар на бяло поле f7 · черна пешка на бяло поле e6 · черна пешка на черно поле f6 · черна дама на бяло поле d5 · бяла пешка на черно поле f4 · бяла пешка на черно поле e3 · бял офицер на бяло поле f3 · бяла дама на бяло поле e2 · бял цар на черно поле f2 | черен топ на бяло поле b7 · черен цар на бяло поле f7 · черна пешка на бяло поле e6 · черна пешка на черно поле f6 · черна дама на бяло поле d5 · бяла пешка на черно поле f4 · бяла пешка на черно поле e3 · бял офицер на бяло поле f3 · бяла дама на бяло поле e2 · бял цар на черно поле f2 | черен топ на бяло поле b7 · черен цар на бяло поле f7 · черна пешка на бяло поле e6 · черна пешка на черно поле f6 · черна дама на бяло поле d5 · бяла пешка на черно поле f4 · бяла пешка на черно поле e3 · бял офицер на бяло поле f3 · бяла дама на бяло поле e2 · бял цар на черно поле f2 | черен топ на бяло поле b7 · черен цар на бяло поле f7 · черна пешка на бяло поле e6 · черна пешка на черно поле f6 · черна дама на бяло поле d5 · бяла пешка на черно поле f4 · бяла пешка на черно поле e3 · бял офицер на бяло поле f3 · бяла дама на бяло поле e2 · бял цар на черно поле f2 | черен топ на бяло поле b7 · черен цар на бяло поле f7 · черна пешка на бяло поле e6 · черна пешка на черно поле f6 · черна дама на бяло поле d5 · бяла пешка на черно поле f4 · бяла пешка на черно поле e3 · бял офицер на бяло поле f3 · бяла дама на бяло поле e2 · бял цар на черно поле f2 | черен топ на бяло поле b7 · черен цар на бяло поле f7 · черна пешка на бяло поле e6 · черна пешка на черно поле f6 · черна дама на бяло поле d5 · бяла пешка на черно поле f4 · бяла пешка на черно поле e3 · бял офицер на бяло поле f3 · бяла дама на бяло поле e2 · бял цар на черно поле f2 | черен топ на бяло поле b7 · черен цар на бяло поле f7 · черна пешка на бяло поле e6 · черна пешка на черно поле f6 · черна дама на бяло поле d5 · бяла пешка на черно поле f4 · бяла пешка на черно поле e3 · бял офицер на бяло поле f3 · бяла дама на бяло поле e2 · бял цар на черно поле f2 | 3 |
| 2 | черен топ на бяло поле b7 · черен цар на бяло поле f7 · черна пешка на бяло поле e6 · черна пешка на черно поле f6 · черна дама на бяло поле d5 · бяла пешка на черно поле f4 · бяла пешка на черно поле e3 · бял офицер на бяло поле f3 · бяла дама на бяло поле e2 · бял цар на черно поле f2 | черен топ на бяло поле b7 · черен цар на бяло поле f7 · черна пешка на бяло поле e6 · черна пешка на черно поле f6 · черна дама на бяло поле d5 · бяла пешка на черно поле f4 · бяла пешка на черно поле e3 · бял офицер на бяло поле f3 · бяла дама на бяло поле e2 · бял цар на черно поле f2 | черен топ на бяло поле b7 · черен цар на бяло поле f7 · черна пешка на бяло поле e6 · черна пешка на черно поле f6 · черна дама на бяло поле d5 · бяла пешка на черно поле f4 · бяла пешка на черно поле e3 · бял офицер на бяло поле f3 · бяла дама на бяло поле e2 · бял цар на черно поле f2 | черен топ на бяло поле b7 · черен цар на бяло поле f7 · черна пешка на бяло поле e6 · черна пешка на черно поле f6 · черна дама на бяло поле d5 · бяла пешка на черно поле f4 · бяла пешка на черно поле e3 · бял офицер на бяло поле f3 · бяла дама на бяло поле e2 · бял цар на черно поле f2 | черен топ на бяло поле b7 · черен цар на бяло поле f7 · черна пешка на бяло поле e6 · черна пешка на черно поле f6 · черна дама на бяло поле d5 · бяла пешка на черно поле f4 · бяла пешка на черно поле e3 · бял офицер на бяло поле f3 · бяла дама на бяло поле e2 · бял цар на черно поле f2 | черен топ на бяло поле b7 · черен цар на бяло поле f7 · черна пешка на бяло поле e6 · черна пешка на черно поле f6 · черна дама на бяло поле d5 · бяла пешка на черно поле f4 · бяла пешка на черно поле e3 · бял офицер на бяло поле f3 · бяла дама на бяло поле e2 · бял цар на черно поле f2 | черен топ на бяло поле b7 · черен цар на бяло поле f7 · черна пешка на бяло поле e6 · черна пешка на черно поле f6 · черна дама на бяло поле d5 · бяла пешка на черно поле f4 · бяла пешка на черно поле e3 · бял офицер на бяло поле f3 · бяла дама на бяло поле e2 · бял цар на черно поле f2 | черен топ на бяло поле b7 · черен цар на бяло поле f7 · черна пешка на бяло поле e6 · черна пешка на черно поле f6 · черна дама на бяло поле d5 · бяла пешка на черно поле f4 · бяла пешка на черно поле e3 · бял офицер на бяло поле f3 · бяла дама на бяло поле e2 · бял цар на черно поле f2 | 2 |
| 1 | черен топ на бяло поле b7 · черен цар на бяло поле f7 · черна пешка на бяло поле e6 · черна пешка на черно поле f6 · черна дама на бяло поле d5 · бяла пешка на черно поле f4 · бяла пешка на черно поле e3 · бял офицер на бяло поле f3 · бяла дама на бяло поле e2 · бял цар на черно поле f2 | черен топ на бяло поле b7 · черен цар на бяло поле f7 · черна пешка на бяло поле e6 · черна пешка на черно поле f6 · черна дама на бяло поле d5 · бяла пешка на черно поле f4 · бяла пешка на черно поле e3 · бял офицер на бяло поле f3 · бяла дама на бяло поле e2 · бял цар на черно поле f2 | черен топ на бяло поле b7 · черен цар на бяло поле f7 · черна пешка на бяло поле e6 · черна пешка на черно поле f6 · черна дама на бяло поле d5 · бяла пешка на черно поле f4 · бяла пешка на черно поле e3 · бял офицер на бяло поле f3 · бяла дама на бяло поле e2 · бял цар на черно поле f2 | черен топ на бяло поле b7 · черен цар на бяло поле f7 · черна пешка на бяло поле e6 · черна пешка на черно поле f6 · черна дама на бяло поле d5 · бяла пешка на черно поле f4 · бяла пешка на черно поле e3 · бял офицер на бяло поле f3 · бяла дама на бяло поле e2 · бял цар на черно поле f2 | черен топ на бяло поле b7 · черен цар на бяло поле f7 · черна пешка на бяло поле e6 · черна пешка на черно поле f6 · черна дама на бяло поле d5 · бяла пешка на черно поле f4 · бяла пешка на черно поле e3 · бял офицер на бяло поле f3 · бяла дама на бяло поле e2 · бял цар на черно поле f2 | черен топ на бяло поле b7 · черен цар на бяло поле f7 · черна пешка на бяло поле e6 · черна пешка на черно поле f6 · черна дама на бяло поле d5 · бяла пешка на черно поле f4 · бяла пешка на черно поле e3 · бял офицер на бяло поле f3 · бяла дама на бяло поле e2 · бял цар на черно поле f2 | черен топ на бяло поле b7 · черен цар на бяло поле f7 · черна пешка на бяло поле e6 · черна пешка на черно поле f6 · черна дама на бяло поле d5 · бяла пешка на черно поле f4 · бяла пешка на черно поле e3 · бял офицер на бяло поле f3 · бяла дама на бяло поле e2 · бял цар на черно поле f2 | черен топ на бяло поле b7 · черен цар на бяло поле f7 · черна пешка на бяло поле e6 · черна пешка на черно поле f6 · черна дама на бяло поле d5 · бяла пешка на черно поле f4 · бяла пешка на черно поле e3 · бял офицер на бяло поле f3 · бяла дама на бяло поле e2 · бял цар на черно поле f2 | 1 |
|   | a | b | c | d | e | f | g | h |   |

В позицията на диаграма 2 при равни сили и разноцветни офицери абсолютният линеен удар от черния офицер 1Оd5 решава играта. Белият цар е в шах и се налага да бъде преместен 1. Це3, след което черните взимат бялата дама О:f3 2. Ц:f3 и с дама срещу офицер черните печелят.
На диаграма 3 белият офицер заплашва черната царица, която е на един диагонал с топа зад нея. Тя трябва да се премести и при следващия ход белите вземат топа. Това е относителен ред: вероятно е черните да играят своята дама, чиято стойност е по-голяма от топа, но са възможни и други ходове.
Съществуват и изключения, когато едната страна допуска линеен удар върху себе си като съзнателна жертва на фигура с цел по-голяма изгода (понякога е възможна матова атака, завличане, цугцванг или друга ситуация). Важно е да се направи правилна оценка какво ще бъде изгубено и спечелено.

### Игри
Борис Спаски – Роберт Фишер

|   | a | b | c | d | e | f | g | h |   |
| 8 | черен цар на черно поле f8 · черен офицер на бяло поле d7 · черна пешка на черно поле g7 · черна пешка на черно поле b6 · черна дама на бяло поле g6 · черна пешка на черно поле h6 · черна пешка на черно поле a5 · черна пешка на черно поле c5 · бяла пешка на бяло поле d5 · черна пешка на черно поле e5 · черна пешка на черно поле g5 · черен кон на бяло поле h5 · бяла пешка на бяло поле a4 · бяла пешка на бяло поле c4 · бяла пешка на бяло поле e4 · бяла пешка на черно поле c3 · бяла дама на бяло поле d3 · бял офицер на бяло поле c2 · бяла пешка на бяло поле g2 · бяла пешка на черно поле h2 · бял офицер на черно поле e1 · бял цар на черно поле g1 | черен цар на черно поле f8 · черен офицер на бяло поле d7 · черна пешка на черно поле g7 · черна пешка на черно поле b6 · черна дама на бяло поле g6 · черна пешка на черно поле h6 · черна пешка на черно поле a5 · черна пешка на черно поле c5 · бяла пешка на бяло поле d5 · черна пешка на черно поле e5 · черна пешка на черно поле g5 · черен кон на бяло поле h5 · бяла пешка на бяло поле a4 · бяла пешка на бяло поле c4 · бяла пешка на бяло поле e4 · бяла пешка на черно поле c3 · бяла дама на бяло поле d3 · бял офицер на бяло поле c2 · бяла пешка на бяло поле g2 · бяла пешка на черно поле h2 · бял офицер на черно поле e1 · бял цар на черно поле g1 | черен цар на черно поле f8 · черен офицер на бяло поле d7 · черна пешка на черно поле g7 · черна пешка на черно поле b6 · черна дама на бяло поле g6 · черна пешка на черно поле h6 · черна пешка на черно поле a5 · черна пешка на черно поле c5 · бяла пешка на бяло поле d5 · черна пешка на черно поле e5 · черна пешка на черно поле g5 · черен кон на бяло поле h5 · бяла пешка на бяло поле a4 · бяла пешка на бяло поле c4 · бяла пешка на бяло поле e4 · бяла пешка на черно поле c3 · бяла дама на бяло поле d3 · бял офицер на бяло поле c2 · бяла пешка на бяло поле g2 · бяла пешка на черно поле h2 · бял офицер на черно поле e1 · бял цар на черно поле g1 | черен цар на черно поле f8 · черен офицер на бяло поле d7 · черна пешка на черно поле g7 · черна пешка на черно поле b6 · черна дама на бяло поле g6 · черна пешка на черно поле h6 · черна пешка на черно поле a5 · черна пешка на черно поле c5 · бяла пешка на бяло поле d5 · черна пешка на черно поле e5 · черна пешка на черно поле g5 · черен кон на бяло поле h5 · бяла пешка на бяло поле a4 · бяла пешка на бяло поле c4 · бяла пешка на бяло поле e4 · бяла пешка на черно поле c3 · бяла дама на бяло поле d3 · бял офицер на бяло поле c2 · бяла пешка на бяло поле g2 · бяла пешка на черно поле h2 · бял офицер на черно поле e1 · бял цар на черно поле g1 | черен цар на черно поле f8 · черен офицер на бяло поле d7 · черна пешка на черно поле g7 · черна пешка на черно поле b6 · черна дама на бяло поле g6 · черна пешка на черно поле h6 · черна пешка на черно поле a5 · черна пешка на черно поле c5 · бяла пешка на бяло поле d5 · черна пешка на черно поле e5 · черна пешка на черно поле g5 · черен кон на бяло поле h5 · бяла пешка на бяло поле a4 · бяла пешка на бяло поле c4 · бяла пешка на бяло поле e4 · бяла пешка на черно поле c3 · бяла дама на бяло поле d3 · бял офицер на бяло поле c2 · бяла пешка на бяло поле g2 · бяла пешка на черно поле h2 · бял офицер на черно поле e1 · бял цар на черно поле g1 | черен цар на черно поле f8 · черен офицер на бяло поле d7 · черна пешка на черно поле g7 · черна пешка на черно поле b6 · черна дама на бяло поле g6 · черна пешка на черно поле h6 · черна пешка на черно поле a5 · черна пешка на черно поле c5 · бяла пешка на бяло поле d5 · черна пешка на черно поле e5 · черна пешка на черно поле g5 · черен кон на бяло поле h5 · бяла пешка на бяло поле a4 · бяла пешка на бяло поле c4 · бяла пешка на бяло поле e4 · бяла пешка на черно поле c3 · бяла дама на бяло поле d3 · бял офицер на бяло поле c2 · бяла пешка на бяло поле g2 · бяла пешка на черно поле h2 · бял офицер на черно поле e1 · бял цар на черно поле g1 | черен цар на черно поле f8 · черен офицер на бяло поле d7 · черна пешка на черно поле g7 · черна пешка на черно поле b6 · черна дама на бяло поле g6 · черна пешка на черно поле h6 · черна пешка на черно поле a5 · черна пешка на черно поле c5 · бяла пешка на бяло поле d5 · черна пешка на черно поле e5 · черна пешка на черно поле g5 · черен кон на бяло поле h5 · бяла пешка на бяло поле a4 · бяла пешка на бяло поле c4 · бяла пешка на бяло поле e4 · бяла пешка на черно поле c3 · бяла дама на бяло поле d3 · бял офицер на бяло поле c2 · бяла пешка на бяло поле g2 · бяла пешка на черно поле h2 · бял офицер на черно поле e1 · бял цар на черно поле g1 | черен цар на черно поле f8 · черен офицер на бяло поле d7 · черна пешка на черно поле g7 · черна пешка на черно поле b6 · черна дама на бяло поле g6 · черна пешка на черно поле h6 · черна пешка на черно поле a5 · черна пешка на черно поле c5 · бяла пешка на бяло поле d5 · черна пешка на черно поле e5 · черна пешка на черно поле g5 · черен кон на бяло поле h5 · бяла пешка на бяло поле a4 · бяла пешка на бяло поле c4 · бяла пешка на бяло поле e4 · бяла пешка на черно поле c3 · бяла дама на бяло поле d3 · бял офицер на бяло поле c2 · бяла пешка на бяло поле g2 · бяла пешка на черно поле h2 · бял офицер на черно поле e1 · бял цар на черно поле g1 | 8 |
| 7 | черен цар на черно поле f8 · черен офицер на бяло поле d7 · черна пешка на черно поле g7 · черна пешка на черно поле b6 · черна дама на бяло поле g6 · черна пешка на черно поле h6 · черна пешка на черно поле a5 · черна пешка на черно поле c5 · бяла пешка на бяло поле d5 · черна пешка на черно поле e5 · черна пешка на черно поле g5 · черен кон на бяло поле h5 · бяла пешка на бяло поле a4 · бяла пешка на бяло поле c4 · бяла пешка на бяло поле e4 · бяла пешка на черно поле c3 · бяла дама на бяло поле d3 · бял офицер на бяло поле c2 · бяла пешка на бяло поле g2 · бяла пешка на черно поле h2 · бял офицер на черно поле e1 · бял цар на черно поле g1 | черен цар на черно поле f8 · черен офицер на бяло поле d7 · черна пешка на черно поле g7 · черна пешка на черно поле b6 · черна дама на бяло поле g6 · черна пешка на черно поле h6 · черна пешка на черно поле a5 · черна пешка на черно поле c5 · бяла пешка на бяло поле d5 · черна пешка на черно поле e5 · черна пешка на черно поле g5 · черен кон на бяло поле h5 · бяла пешка на бяло поле a4 · бяла пешка на бяло поле c4 · бяла пешка на бяло поле e4 · бяла пешка на черно поле c3 · бяла дама на бяло поле d3 · бял офицер на бяло поле c2 · бяла пешка на бяло поле g2 · бяла пешка на черно поле h2 · бял офицер на черно поле e1 · бял цар на черно поле g1 | черен цар на черно поле f8 · черен офицер на бяло поле d7 · черна пешка на черно поле g7 · черна пешка на черно поле b6 · черна дама на бяло поле g6 · черна пешка на черно поле h6 · черна пешка на черно поле a5 · черна пешка на черно поле c5 · бяла пешка на бяло поле d5 · черна пешка на черно поле e5 · черна пешка на черно поле g5 · черен кон на бяло поле h5 · бяла пешка на бяло поле a4 · бяла пешка на бяло поле c4 · бяла пешка на бяло поле e4 · бяла пешка на черно поле c3 · бяла дама на бяло поле d3 · бял офицер на бяло поле c2 · бяла пешка на бяло поле g2 · бяла пешка на черно поле h2 · бял офицер на черно поле e1 · бял цар на черно поле g1 | черен цар на черно поле f8 · черен офицер на бяло поле d7 · черна пешка на черно поле g7 · черна пешка на черно поле b6 · черна дама на бяло поле g6 · черна пешка на черно поле h6 · черна пешка на черно поле a5 · черна пешка на черно поле c5 · бяла пешка на бяло поле d5 · черна пешка на черно поле e5 · черна пешка на черно поле g5 · черен кон на бяло поле h5 · бяла пешка на бяло поле a4 · бяла пешка на бяло поле c4 · бяла пешка на бяло поле e4 · бяла пешка на черно поле c3 · бяла дама на бяло поле d3 · бял офицер на бяло поле c2 · бяла пешка на бяло поле g2 · бяла пешка на черно поле h2 · бял офицер на черно поле e1 · бял цар на черно поле g1 | черен цар на черно поле f8 · черен офицер на бяло поле d7 · черна пешка на черно поле g7 · черна пешка на черно поле b6 · черна дама на бяло поле g6 · черна пешка на черно поле h6 · черна пешка на черно поле a5 · черна пешка на черно поле c5 · бяла пешка на бяло поле d5 · черна пешка на черно поле e5 · черна пешка на черно поле g5 · черен кон на бяло поле h5 · бяла пешка на бяло поле a4 · бяла пешка на бяло поле c4 · бяла пешка на бяло поле e4 · бяла пешка на черно поле c3 · бяла дама на бяло поле d3 · бял офицер на бяло поле c2 · бяла пешка на бяло поле g2 · бяла пешка на черно поле h2 · бял офицер на черно поле e1 · бял цар на черно поле g1 | черен цар на черно поле f8 · черен офицер на бяло поле d7 · черна пешка на черно поле g7 · черна пешка на черно поле b6 · черна дама на бяло поле g6 · черна пешка на черно поле h6 · черна пешка на черно поле a5 · черна пешка на черно поле c5 · бяла пешка на бяло поле d5 · черна пешка на черно поле e5 · черна пешка на черно поле g5 · черен кон на бяло поле h5 · бяла пешка на бяло поле a4 · бяла пешка на бяло поле c4 · бяла пешка на бяло поле e4 · бяла пешка на черно поле c3 · бяла дама на бяло поле d3 · бял офицер на бяло поле c2 · бяла пешка на бяло поле g2 · бяла пешка на черно поле h2 · бял офицер на черно поле e1 · бял цар на черно поле g1 | черен цар на черно поле f8 · черен офицер на бяло поле d7 · черна пешка на черно поле g7 · черна пешка на черно поле b6 · черна дама на бяло поле g6 · черна пешка на черно поле h6 · черна пешка на черно поле a5 · черна пешка на черно поле c5 · бяла пешка на бяло поле d5 · черна пешка на черно поле e5 · черна пешка на черно поле g5 · черен кон на бяло поле h5 · бяла пешка на бяло поле a4 · бяла пешка на бяло поле c4 · бяла пешка на бяло поле e4 · бяла пешка на черно поле c3 · бяла дама на бяло поле d3 · бял офицер на бяло поле c2 · бяла пешка на бяло поле g2 · бяла пешка на черно поле h2 · бял офицер на черно поле e1 · бял цар на черно поле g1 | черен цар на черно поле f8 · черен офицер на бяло поле d7 · черна пешка на черно поле g7 · черна пешка на черно поле b6 · черна дама на бяло поле g6 · черна пешка на черно поле h6 · черна пешка на черно поле a5 · черна пешка на черно поле c5 · бяла пешка на бяло поле d5 · черна пешка на черно поле e5 · черна пешка на черно поле g5 · черен кон на бяло поле h5 · бяла пешка на бяло поле a4 · бяла пешка на бяло поле c4 · бяла пешка на бяло поле e4 · бяла пешка на черно поле c3 · бяла дама на бяло поле d3 · бял офицер на бяло поле c2 · бяла пешка на бяло поле g2 · бяла пешка на черно поле h2 · бял офицер на черно поле e1 · бял цар на черно поле g1 | 7 |
| 6 | черен цар на черно поле f8 · черен офицер на бяло поле d7 · черна пешка на черно поле g7 · черна пешка на черно поле b6 · черна дама на бяло поле g6 · черна пешка на черно поле h6 · черна пешка на черно поле a5 · черна пешка на черно поле c5 · бяла пешка на бяло поле d5 · черна пешка на черно поле e5 · черна пешка на черно поле g5 · черен кон на бяло поле h5 · бяла пешка на бяло поле a4 · бяла пешка на бяло поле c4 · бяла пешка на бяло поле e4 · бяла пешка на черно поле c3 · бяла дама на бяло поле d3 · бял офицер на бяло поле c2 · бяла пешка на бяло поле g2 · бяла пешка на черно поле h2 · бял офицер на черно поле e1 · бял цар на черно поле g1 | черен цар на черно поле f8 · черен офицер на бяло поле d7 · черна пешка на черно поле g7 · черна пешка на черно поле b6 · черна дама на бяло поле g6 · черна пешка на черно поле h6 · черна пешка на черно поле a5 · черна пешка на черно поле c5 · бяла пешка на бяло поле d5 · черна пешка на черно поле e5 · черна пешка на черно поле g5 · черен кон на бяло поле h5 · бяла пешка на бяло поле a4 · бяла пешка на бяло поле c4 · бяла пешка на бяло поле e4 · бяла пешка на черно поле c3 · бяла дама на бяло поле d3 · бял офицер на бяло поле c2 · бяла пешка на бяло поле g2 · бяла пешка на черно поле h2 · бял офицер на черно поле e1 · бял цар на черно поле g1 | черен цар на черно поле f8 · черен офицер на бяло поле d7 · черна пешка на черно поле g7 · черна пешка на черно поле b6 · черна дама на бяло поле g6 · черна пешка на черно поле h6 · черна пешка на черно поле a5 · черна пешка на черно поле c5 · бяла пешка на бяло поле d5 · черна пешка на черно поле e5 · черна пешка на черно поле g5 · черен кон на бяло поле h5 · бяла пешка на бяло поле a4 · бяла пешка на бяло поле c4 · бяла пешка на бяло поле e4 · бяла пешка на черно поле c3 · бяла дама на бяло поле d3 · бял офицер на бяло поле c2 · бяла пешка на бяло поле g2 · бяла пешка на черно поле h2 · бял офицер на черно поле e1 · бял цар на черно поле g1 | черен цар на черно поле f8 · черен офицер на бяло поле d7 · черна пешка на черно поле g7 · черна пешка на черно поле b6 · черна дама на бяло поле g6 · черна пешка на черно поле h6 · черна пешка на черно поле a5 · черна пешка на черно поле c5 · бяла пешка на бяло поле d5 · черна пешка на черно поле e5 · черна пешка на черно поле g5 · черен кон на бяло поле h5 · бяла пешка на бяло поле a4 · бяла пешка на бяло поле c4 · бяла пешка на бяло поле e4 · бяла пешка на черно поле c3 · бяла дама на бяло поле d3 · бял офицер на бяло поле c2 · бяла пешка на бяло поле g2 · бяла пешка на черно поле h2 · бял офицер на черно поле e1 · бял цар на черно поле g1 | черен цар на черно поле f8 · черен офицер на бяло поле d7 · черна пешка на черно поле g7 · черна пешка на черно поле b6 · черна дама на бяло поле g6 · черна пешка на черно поле h6 · черна пешка на черно поле a5 · черна пешка на черно поле c5 · бяла пешка на бяло поле d5 · черна пешка на черно поле e5 · черна пешка на черно поле g5 · черен кон на бяло поле h5 · бяла пешка на бяло поле a4 · бяла пешка на бяло поле c4 · бяла пешка на бяло поле e4 · бяла пешка на черно поле c3 · бяла дама на бяло поле d3 · бял офицер на бяло поле c2 · бяла пешка на бяло поле g2 · бяла пешка на черно поле h2 · бял офицер на черно поле e1 · бял цар на черно поле g1 | черен цар на черно поле f8 · черен офицер на бяло поле d7 · черна пешка на черно поле g7 · черна пешка на черно поле b6 · черна дама на бяло поле g6 · черна пешка на черно поле h6 · черна пешка на черно поле a5 · черна пешка на черно поле c5 · бяла пешка на бяло поле d5 · черна пешка на черно поле e5 · черна пешка на черно поле g5 · черен кон на бяло поле h5 · бяла пешка на бяло поле a4 · бяла пешка на бяло поле c4 · бяла пешка на бяло поле e4 · бяла пешка на черно поле c3 · бяла дама на бяло поле d3 · бял офицер на бяло поле c2 · бяла пешка на бяло поле g2 · бяла пешка на черно поле h2 · бял офицер на черно поле e1 · бял цар на черно поле g1 | черен цар на черно поле f8 · черен офицер на бяло поле d7 · черна пешка на черно поле g7 · черна пешка на черно поле b6 · черна дама на бяло поле g6 · черна пешка на черно поле h6 · черна пешка на черно поле a5 · черна пешка на черно поле c5 · бяла пешка на бяло поле d5 · черна пешка на черно поле e5 · черна пешка на черно поле g5 · черен кон на бяло поле h5 · бяла пешка на бяло поле a4 · бяла пешка на бяло поле c4 · бяла пешка на бяло поле e4 · бяла пешка на черно поле c3 · бяла дама на бяло поле d3 · бял офицер на бяло поле c2 · бяла пешка на бяло поле g2 · бяла пешка на черно поле h2 · бял офицер на черно поле e1 · бял цар на черно поле g1 | черен цар на черно поле f8 · черен офицер на бяло поле d7 · черна пешка на черно поле g7 · черна пешка на черно поле b6 · черна дама на бяло поле g6 · черна пешка на черно поле h6 · черна пешка на черно поле a5 · черна пешка на черно поле c5 · бяла пешка на бяло поле d5 · черна пешка на черно поле e5 · черна пешка на черно поле g5 · черен кон на бяло поле h5 · бяла пешка на бяло поле a4 · бяла пешка на бяло поле c4 · бяла пешка на бяло поле e4 · бяла пешка на черно поле c3 · бяла дама на бяло поле d3 · бял офицер на бяло поле c2 · бяла пешка на бяло поле g2 · бяла пешка на черно поле h2 · бял офицер на черно поле e1 · бял цар на черно поле g1 | 6 |
| 5 | черен цар на черно поле f8 · черен офицер на бяло поле d7 · черна пешка на черно поле g7 · черна пешка на черно поле b6 · черна дама на бяло поле g6 · черна пешка на черно поле h6 · черна пешка на черно поле a5 · черна пешка на черно поле c5 · бяла пешка на бяло поле d5 · черна пешка на черно поле e5 · черна пешка на черно поле g5 · черен кон на бяло поле h5 · бяла пешка на бяло поле a4 · бяла пешка на бяло поле c4 · бяла пешка на бяло поле e4 · бяла пешка на черно поле c3 · бяла дама на бяло поле d3 · бял офицер на бяло поле c2 · бяла пешка на бяло поле g2 · бяла пешка на черно поле h2 · бял офицер на черно поле e1 · бял цар на черно поле g1 | черен цар на черно поле f8 · черен офицер на бяло поле d7 · черна пешка на черно поле g7 · черна пешка на черно поле b6 · черна дама на бяло поле g6 · черна пешка на черно поле h6 · черна пешка на черно поле a5 · черна пешка на черно поле c5 · бяла пешка на бяло поле d5 · черна пешка на черно поле e5 · черна пешка на черно поле g5 · черен кон на бяло поле h5 · бяла пешка на бяло поле a4 · бяла пешка на бяло поле c4 · бяла пешка на бяло поле e4 · бяла пешка на черно поле c3 · бяла дама на бяло поле d3 · бял офицер на бяло поле c2 · бяла пешка на бяло поле g2 · бяла пешка на черно поле h2 · бял офицер на черно поле e1 · бял цар на черно поле g1 | черен цар на черно поле f8 · черен офицер на бяло поле d7 · черна пешка на черно поле g7 · черна пешка на черно поле b6 · черна дама на бяло поле g6 · черна пешка на черно поле h6 · черна пешка на черно поле a5 · черна пешка на черно поле c5 · бяла пешка на бяло поле d5 · черна пешка на черно поле e5 · черна пешка на черно поле g5 · черен кон на бяло поле h5 · бяла пешка на бяло поле a4 · бяла пешка на бяло поле c4 · бяла пешка на бяло поле e4 · бяла пешка на черно поле c3 · бяла дама на бяло поле d3 · бял офицер на бяло поле c2 · бяла пешка на бяло поле g2 · бяла пешка на черно поле h2 · бял офицер на черно поле e1 · бял цар на черно поле g1 | черен цар на черно поле f8 · черен офицер на бяло поле d7 · черна пешка на черно поле g7 · черна пешка на черно поле b6 · черна дама на бяло поле g6 · черна пешка на черно поле h6 · черна пешка на черно поле a5 · черна пешка на черно поле c5 · бяла пешка на бяло поле d5 · черна пешка на черно поле e5 · черна пешка на черно поле g5 · черен кон на бяло поле h5 · бяла пешка на бяло поле a4 · бяла пешка на бяло поле c4 · бяла пешка на бяло поле e4 · бяла пешка на черно поле c3 · бяла дама на бяло поле d3 · бял офицер на бяло поле c2 · бяла пешка на бяло поле g2 · бяла пешка на черно поле h2 · бял офицер на черно поле e1 · бял цар на черно поле g1 | черен цар на черно поле f8 · черен офицер на бяло поле d7 · черна пешка на черно поле g7 · черна пешка на черно поле b6 · черна дама на бяло поле g6 · черна пешка на черно поле h6 · черна пешка на черно поле a5 · черна пешка на черно поле c5 · бяла пешка на бяло поле d5 · черна пешка на черно поле e5 · черна пешка на черно поле g5 · черен кон на бяло поле h5 · бяла пешка на бяло поле a4 · бяла пешка на бяло поле c4 · бяла пешка на бяло поле e4 · бяла пешка на черно поле c3 · бяла дама на бяло поле d3 · бял офицер на бяло поле c2 · бяла пешка на бяло поле g2 · бяла пешка на черно поле h2 · бял офицер на черно поле e1 · бял цар на черно поле g1 | черен цар на черно поле f8 · черен офицер на бяло поле d7 · черна пешка на черно поле g7 · черна пешка на черно поле b6 · черна дама на бяло поле g6 · черна пешка на черно поле h6 · черна пешка на черно поле a5 · черна пешка на черно поле c5 · бяла пешка на бяло поле d5 · черна пешка на черно поле e5 · черна пешка на черно поле g5 · черен кон на бяло поле h5 · бяла пешка на бяло поле a4 · бяла пешка на бяло поле c4 · бяла пешка на бяло поле e4 · бяла пешка на черно поле c3 · бяла дама на бяло поле d3 · бял офицер на бяло поле c2 · бяла пешка на бяло поле g2 · бяла пешка на черно поле h2 · бял офицер на черно поле e1 · бял цар на черно поле g1 | черен цар на черно поле f8 · черен офицер на бяло поле d7 · черна пешка на черно поле g7 · черна пешка на черно поле b6 · черна дама на бяло поле g6 · черна пешка на черно поле h6 · черна пешка на черно поле a5 · черна пешка на черно поле c5 · бяла пешка на бяло поле d5 · черна пешка на черно поле e5 · черна пешка на черно поле g5 · черен кон на бяло поле h5 · бяла пешка на бяло поле a4 · бяла пешка на бяло поле c4 · бяла пешка на бяло поле e4 · бяла пешка на черно поле c3 · бяла дама на бяло поле d3 · бял офицер на бяло поле c2 · бяла пешка на бяло поле g2 · бяла пешка на черно поле h2 · бял офицер на черно поле e1 · бял цар на черно поле g1 | черен цар на черно поле f8 · черен офицер на бяло поле d7 · черна пешка на черно поле g7 · черна пешка на черно поле b6 · черна дама на бяло поле g6 · черна пешка на черно поле h6 · черна пешка на черно поле a5 · черна пешка на черно поле c5 · бяла пешка на бяло поле d5 · черна пешка на черно поле e5 · черна пешка на черно поле g5 · черен кон на бяло поле h5 · бяла пешка на бяло поле a4 · бяла пешка на бяло поле c4 · бяла пешка на бяло поле e4 · бяла пешка на черно поле c3 · бяла дама на бяло поле d3 · бял офицер на бяло поле c2 · бяла пешка на бяло поле g2 · бяла пешка на черно поле h2 · бял офицер на черно поле e1 · бял цар на черно поле g1 | 5 |
| 4 | черен цар на черно поле f8 · черен офицер на бяло поле d7 · черна пешка на черно поле g7 · черна пешка на черно поле b6 · черна дама на бяло поле g6 · черна пешка на черно поле h6 · черна пешка на черно поле a5 · черна пешка на черно поле c5 · бяла пешка на бяло поле d5 · черна пешка на черно поле e5 · черна пешка на черно поле g5 · черен кон на бяло поле h5 · бяла пешка на бяло поле a4 · бяла пешка на бяло поле c4 · бяла пешка на бяло поле e4 · бяла пешка на черно поле c3 · бяла дама на бяло поле d3 · бял офицер на бяло поле c2 · бяла пешка на бяло поле g2 · бяла пешка на черно поле h2 · бял офицер на черно поле e1 · бял цар на черно поле g1 | черен цар на черно поле f8 · черен офицер на бяло поле d7 · черна пешка на черно поле g7 · черна пешка на черно поле b6 · черна дама на бяло поле g6 · черна пешка на черно поле h6 · черна пешка на черно поле a5 · черна пешка на черно поле c5 · бяла пешка на бяло поле d5 · черна пешка на черно поле e5 · черна пешка на черно поле g5 · черен кон на бяло поле h5 · бяла пешка на бяло поле a4 · бяла пешка на бяло поле c4 · бяла пешка на бяло поле e4 · бяла пешка на черно поле c3 · бяла дама на бяло поле d3 · бял офицер на бяло поле c2 · бяла пешка на бяло поле g2 · бяла пешка на черно поле h2 · бял офицер на черно поле e1 · бял цар на черно поле g1 | черен цар на черно поле f8 · черен офицер на бяло поле d7 · черна пешка на черно поле g7 · черна пешка на черно поле b6 · черна дама на бяло поле g6 · черна пешка на черно поле h6 · черна пешка на черно поле a5 · черна пешка на черно поле c5 · бяла пешка на бяло поле d5 · черна пешка на черно поле e5 · черна пешка на черно поле g5 · черен кон на бяло поле h5 · бяла пешка на бяло поле a4 · бяла пешка на бяло поле c4 · бяла пешка на бяло поле e4 · бяла пешка на черно поле c3 · бяла дама на бяло поле d3 · бял офицер на бяло поле c2 · бяла пешка на бяло поле g2 · бяла пешка на черно поле h2 · бял офицер на черно поле e1 · бял цар на черно поле g1 | черен цар на черно поле f8 · черен офицер на бяло поле d7 · черна пешка на черно поле g7 · черна пешка на черно поле b6 · черна дама на бяло поле g6 · черна пешка на черно поле h6 · черна пешка на черно поле a5 · черна пешка на черно поле c5 · бяла пешка на бяло поле d5 · черна пешка на черно поле e5 · черна пешка на черно поле g5 · черен кон на бяло поле h5 · бяла пешка на бяло поле a4 · бяла пешка на бяло поле c4 · бяла пешка на бяло поле e4 · бяла пешка на черно поле c3 · бяла дама на бяло поле d3 · бял офицер на бяло поле c2 · бяла пешка на бяло поле g2 · бяла пешка на черно поле h2 · бял офицер на черно поле e1 · бял цар на черно поле g1 | черен цар на черно поле f8 · черен офицер на бяло поле d7 · черна пешка на черно поле g7 · черна пешка на черно поле b6 · черна дама на бяло поле g6 · черна пешка на черно поле h6 · черна пешка на черно поле a5 · черна пешка на черно поле c5 · бяла пешка на бяло поле d5 · черна пешка на черно поле e5 · черна пешка на черно поле g5 · черен кон на бяло поле h5 · бяла пешка на бяло поле a4 · бяла пешка на бяло поле c4 · бяла пешка на бяло поле e4 · бяла пешка на черно поле c3 · бяла дама на бяло поле d3 · бял офицер на бяло поле c2 · бяла пешка на бяло поле g2 · бяла пешка на черно поле h2 · бял офицер на черно поле e1 · бял цар на черно поле g1 | черен цар на черно поле f8 · черен офицер на бяло поле d7 · черна пешка на черно поле g7 · черна пешка на черно поле b6 · черна дама на бяло поле g6 · черна пешка на черно поле h6 · черна пешка на черно поле a5 · черна пешка на черно поле c5 · бяла пешка на бяло поле d5 · черна пешка на черно поле e5 · черна пешка на черно поле g5 · черен кон на бяло поле h5 · бяла пешка на бяло поле a4 · бяла пешка на бяло поле c4 · бяла пешка на бяло поле e4 · бяла пешка на черно поле c3 · бяла дама на бяло поле d3 · бял офицер на бяло поле c2 · бяла пешка на бяло поле g2 · бяла пешка на черно поле h2 · бял офицер на черно поле e1 · бял цар на черно поле g1 | черен цар на черно поле f8 · черен офицер на бяло поле d7 · черна пешка на черно поле g7 · черна пешка на черно поле b6 · черна дама на бяло поле g6 · черна пешка на черно поле h6 · черна пешка на черно поле a5 · черна пешка на черно поле c5 · бяла пешка на бяло поле d5 · черна пешка на черно поле e5 · черна пешка на черно поле g5 · черен кон на бяло поле h5 · бяла пешка на бяло поле a4 · бяла пешка на бяло поле c4 · бяла пешка на бяло поле e4 · бяла пешка на черно поле c3 · бяла дама на бяло поле d3 · бял офицер на бяло поле c2 · бяла пешка на бяло поле g2 · бяла пешка на черно поле h2 · бял офицер на черно поле e1 · бял цар на черно поле g1 | черен цар на черно поле f8 · черен офицер на бяло поле d7 · черна пешка на черно поле g7 · черна пешка на черно поле b6 · черна дама на бяло поле g6 · черна пешка на черно поле h6 · черна пешка на черно поле a5 · черна пешка на черно поле c5 · бяла пешка на бяло поле d5 · черна пешка на черно поле e5 · черна пешка на черно поле g5 · черен кон на бяло поле h5 · бяла пешка на бяло поле a4 · бяла пешка на бяло поле c4 · бяла пешка на бяло поле e4 · бяла пешка на черно поле c3 · бяла дама на бяло поле d3 · бял офицер на бяло поле c2 · бяла пешка на бяло поле g2 · бяла пешка на черно поле h2 · бял офицер на черно поле e1 · бял цар на черно поле g1 | 4 |
| 3 | черен цар на черно поле f8 · черен офицер на бяло поле d7 · черна пешка на черно поле g7 · черна пешка на черно поле b6 · черна дама на бяло поле g6 · черна пешка на черно поле h6 · черна пешка на черно поле a5 · черна пешка на черно поле c5 · бяла пешка на бяло поле d5 · черна пешка на черно поле e5 · черна пешка на черно поле g5 · черен кон на бяло поле h5 · бяла пешка на бяло поле a4 · бяла пешка на бяло поле c4 · бяла пешка на бяло поле e4 · бяла пешка на черно поле c3 · бяла дама на бяло поле d3 · бял офицер на бяло поле c2 · бяла пешка на бяло поле g2 · бяла пешка на черно поле h2 · бял офицер на черно поле e1 · бял цар на черно поле g1 | черен цар на черно поле f8 · черен офицер на бяло поле d7 · черна пешка на черно поле g7 · черна пешка на черно поле b6 · черна дама на бяло поле g6 · черна пешка на черно поле h6 · черна пешка на черно поле a5 · черна пешка на черно поле c5 · бяла пешка на бяло поле d5 · черна пешка на черно поле e5 · черна пешка на черно поле g5 · черен кон на бяло поле h5 · бяла пешка на бяло поле a4 · бяла пешка на бяло поле c4 · бяла пешка на бяло поле e4 · бяла пешка на черно поле c3 · бяла дама на бяло поле d3 · бял офицер на бяло поле c2 · бяла пешка на бяло поле g2 · бяла пешка на черно поле h2 · бял офицер на черно поле e1 · бял цар на черно поле g1 | черен цар на черно поле f8 · черен офицер на бяло поле d7 · черна пешка на черно поле g7 · черна пешка на черно поле b6 · черна дама на бяло поле g6 · черна пешка на черно поле h6 · черна пешка на черно поле a5 · черна пешка на черно поле c5 · бяла пешка на бяло поле d5 · черна пешка на черно поле e5 · черна пешка на черно поле g5 · черен кон на бяло поле h5 · бяла пешка на бяло поле a4 · бяла пешка на бяло поле c4 · бяла пешка на бяло поле e4 · бяла пешка на черно поле c3 · бяла дама на бяло поле d3 · бял офицер на бяло поле c2 · бяла пешка на бяло поле g2 · бяла пешка на черно поле h2 · бял офицер на черно поле e1 · бял цар на черно поле g1 | черен цар на черно поле f8 · черен офицер на бяло поле d7 · черна пешка на черно поле g7 · черна пешка на черно поле b6 · черна дама на бяло поле g6 · черна пешка на черно поле h6 · черна пешка на черно поле a5 · черна пешка на черно поле c5 · бяла пешка на бяло поле d5 · черна пешка на черно поле e5 · черна пешка на черно поле g5 · черен кон на бяло поле h5 · бяла пешка на бяло поле a4 · бяла пешка на бяло поле c4 · бяла пешка на бяло поле e4 · бяла пешка на черно поле c3 · бяла дама на бяло поле d3 · бял офицер на бяло поле c2 · бяла пешка на бяло поле g2 · бяла пешка на черно поле h2 · бял офицер на черно поле e1 · бял цар на черно поле g1 | черен цар на черно поле f8 · черен офицер на бяло поле d7 · черна пешка на черно поле g7 · черна пешка на черно поле b6 · черна дама на бяло поле g6 · черна пешка на черно поле h6 · черна пешка на черно поле a5 · черна пешка на черно поле c5 · бяла пешка на бяло поле d5 · черна пешка на черно поле e5 · черна пешка на черно поле g5 · черен кон на бяло поле h5 · бяла пешка на бяло поле a4 · бяла пешка на бяло поле c4 · бяла пешка на бяло поле e4 · бяла пешка на черно поле c3 · бяла дама на бяло поле d3 · бял офицер на бяло поле c2 · бяла пешка на бяло поле g2 · бяла пешка на черно поле h2 · бял офицер на черно поле e1 · бял цар на черно поле g1 | черен цар на черно поле f8 · черен офицер на бяло поле d7 · черна пешка на черно поле g7 · черна пешка на черно поле b6 · черна дама на бяло поле g6 · черна пешка на черно поле h6 · черна пешка на черно поле a5 · черна пешка на черно поле c5 · бяла пешка на бяло поле d5 · черна пешка на черно поле e5 · черна пешка на черно поле g5 · черен кон на бяло поле h5 · бяла пешка на бяло поле a4 · бяла пешка на бяло поле c4 · бяла пешка на бяло поле e4 · бяла пешка на черно поле c3 · бяла дама на бяло поле d3 · бял офицер на бяло поле c2 · бяла пешка на бяло поле g2 · бяла пешка на черно поле h2 · бял офицер на черно поле e1 · бял цар на черно поле g1 | черен цар на черно поле f8 · черен офицер на бяло поле d7 · черна пешка на черно поле g7 · черна пешка на черно поле b6 · черна дама на бяло поле g6 · черна пешка на черно поле h6 · черна пешка на черно поле a5 · черна пешка на черно поле c5 · бяла пешка на бяло поле d5 · черна пешка на черно поле e5 · черна пешка на черно поле g5 · черен кон на бяло поле h5 · бяла пешка на бяло поле a4 · бяла пешка на бяло поле c4 · бяла пешка на бяло поле e4 · бяла пешка на черно поле c3 · бяла дама на бяло поле d3 · бял офицер на бяло поле c2 · бяла пешка на бяло поле g2 · бяла пешка на черно поле h2 · бял офицер на черно поле e1 · бял цар на черно поле g1 | черен цар на черно поле f8 · черен офицер на бяло поле d7 · черна пешка на черно поле g7 · черна пешка на черно поле b6 · черна дама на бяло поле g6 · черна пешка на черно поле h6 · черна пешка на черно поле a5 · черна пешка на черно поле c5 · бяла пешка на бяло поле d5 · черна пешка на черно поле e5 · черна пешка на черно поле g5 · черен кон на бяло поле h5 · бяла пешка на бяло поле a4 · бяла пешка на бяло поле c4 · бяла пешка на бяло поле e4 · бяла пешка на черно поле c3 · бяла дама на бяло поле d3 · бял офицер на бяло поле c2 · бяла пешка на бяло поле g2 · бяла пешка на черно поле h2 · бял офицер на черно поле e1 · бял цар на черно поле g1 | 3 |
| 2 | черен цар на черно поле f8 · черен офицер на бяло поле d7 · черна пешка на черно поле g7 · черна пешка на черно поле b6 · черна дама на бяло поле g6 · черна пешка на черно поле h6 · черна пешка на черно поле a5 · черна пешка на черно поле c5 · бяла пешка на бяло поле d5 · черна пешка на черно поле e5 · черна пешка на черно поле g5 · черен кон на бяло поле h5 · бяла пешка на бяло поле a4 · бяла пешка на бяло поле c4 · бяла пешка на бяло поле e4 · бяла пешка на черно поле c3 · бяла дама на бяло поле d3 · бял офицер на бяло поле c2 · бяла пешка на бяло поле g2 · бяла пешка на черно поле h2 · бял офицер на черно поле e1 · бял цар на черно поле g1 | черен цар на черно поле f8 · черен офицер на бяло поле d7 · черна пешка на черно поле g7 · черна пешка на черно поле b6 · черна дама на бяло поле g6 · черна пешка на черно поле h6 · черна пешка на черно поле a5 · черна пешка на черно поле c5 · бяла пешка на бяло поле d5 · черна пешка на черно поле e5 · черна пешка на черно поле g5 · черен кон на бяло поле h5 · бяла пешка на бяло поле a4 · бяла пешка на бяло поле c4 · бяла пешка на бяло поле e4 · бяла пешка на черно поле c3 · бяла дама на бяло поле d3 · бял офицер на бяло поле c2 · бяла пешка на бяло поле g2 · бяла пешка на черно поле h2 · бял офицер на черно поле e1 · бял цар на черно поле g1 | черен цар на черно поле f8 · черен офицер на бяло поле d7 · черна пешка на черно поле g7 · черна пешка на черно поле b6 · черна дама на бяло поле g6 · черна пешка на черно поле h6 · черна пешка на черно поле a5 · черна пешка на черно поле c5 · бяла пешка на бяло поле d5 · черна пешка на черно поле e5 · черна пешка на черно поле g5 · черен кон на бяло поле h5 · бяла пешка на бяло поле a4 · бяла пешка на бяло поле c4 · бяла пешка на бяло поле e4 · бяла пешка на черно поле c3 · бяла дама на бяло поле d3 · бял офицер на бяло поле c2 · бяла пешка на бяло поле g2 · бяла пешка на черно поле h2 · бял офицер на черно поле e1 · бял цар на черно поле g1 | черен цар на черно поле f8 · черен офицер на бяло поле d7 · черна пешка на черно поле g7 · черна пешка на черно поле b6 · черна дама на бяло поле g6 · черна пешка на черно поле h6 · черна пешка на черно поле a5 · черна пешка на черно поле c5 · бяла пешка на бяло поле d5 · черна пешка на черно поле e5 · черна пешка на черно поле g5 · черен кон на бяло поле h5 · бяла пешка на бяло поле a4 · бяла пешка на бяло поле c4 · бяла пешка на бяло поле e4 · бяла пешка на черно поле c3 · бяла дама на бяло поле d3 · бял офицер на бяло поле c2 · бяла пешка на бяло поле g2 · бяла пешка на черно поле h2 · бял офицер на черно поле e1 · бял цар на черно поле g1 | черен цар на черно поле f8 · черен офицер на бяло поле d7 · черна пешка на черно поле g7 · черна пешка на черно поле b6 · черна дама на бяло поле g6 · черна пешка на черно поле h6 · черна пешка на черно поле a5 · черна пешка на черно поле c5 · бяла пешка на бяло поле d5 · черна пешка на черно поле e5 · черна пешка на черно поле g5 · черен кон на бяло поле h5 · бяла пешка на бяло поле a4 · бяла пешка на бяло поле c4 · бяла пешка на бяло поле e4 · бяла пешка на черно поле c3 · бяла дама на бяло поле d3 · бял офицер на бяло поле c2 · бяла пешка на бяло поле g2 · бяла пешка на черно поле h2 · бял офицер на черно поле e1 · бял цар на черно поле g1 | черен цар на черно поле f8 · черен офицер на бяло поле d7 · черна пешка на черно поле g7 · черна пешка на черно поле b6 · черна дама на бяло поле g6 · черна пешка на черно поле h6 · черна пешка на черно поле a5 · черна пешка на черно поле c5 · бяла пешка на бяло поле d5 · черна пешка на черно поле e5 · черна пешка на черно поле g5 · черен кон на бяло поле h5 · бяла пешка на бяло поле a4 · бяла пешка на бяло поле c4 · бяла пешка на бяло поле e4 · бяла пешка на черно поле c3 · бяла дама на бяло поле d3 · бял офицер на бяло поле c2 · бяла пешка на бяло поле g2 · бяла пешка на черно поле h2 · бял офицер на черно поле e1 · бял цар на черно поле g1 | черен цар на черно поле f8 · черен офицер на бяло поле d7 · черна пешка на черно поле g7 · черна пешка на черно поле b6 · черна дама на бяло поле g6 · черна пешка на черно поле h6 · черна пешка на черно поле a5 · черна пешка на черно поле c5 · бяла пешка на бяло поле d5 · черна пешка на черно поле e5 · черна пешка на черно поле g5 · черен кон на бяло поле h5 · бяла пешка на бяло поле a4 · бяла пешка на бяло поле c4 · бяла пешка на бяло поле e4 · бяла пешка на черно поле c3 · бяла дама на бяло поле d3 · бял офицер на бяло поле c2 · бяла пешка на бяло поле g2 · бяла пешка на черно поле h2 · бял офицер на черно поле e1 · бял цар на черно поле g1 | черен цар на черно поле f8 · черен офицер на бяло поле d7 · черна пешка на черно поле g7 · черна пешка на черно поле b6 · черна дама на бяло поле g6 · черна пешка на черно поле h6 · черна пешка на черно поле a5 · черна пешка на черно поле c5 · бяла пешка на бяло поле d5 · черна пешка на черно поле e5 · черна пешка на черно поле g5 · черен кон на бяло поле h5 · бяла пешка на бяло поле a4 · бяла пешка на бяло поле c4 · бяла пешка на бяло поле e4 · бяла пешка на черно поле c3 · бяла дама на бяло поле d3 · бял офицер на бяло поле c2 · бяла пешка на бяло поле g2 · бяла пешка на черно поле h2 · бял офицер на черно поле e1 · бял цар на черно поле g1 | 2 |
| 1 | черен цар на черно поле f8 · черен офицер на бяло поле d7 · черна пешка на черно поле g7 · черна пешка на черно поле b6 · черна дама на бяло поле g6 · черна пешка на черно поле h6 · черна пешка на черно поле a5 · черна пешка на черно поле c5 · бяла пешка на бяло поле d5 · черна пешка на черно поле e5 · черна пешка на черно поле g5 · черен кон на бяло поле h5 · бяла пешка на бяло поле a4 · бяла пешка на бяло поле c4 · бяла пешка на бяло поле e4 · бяла пешка на черно поле c3 · бяла дама на бяло поле d3 · бял офицер на бяло поле c2 · бяла пешка на бяло поле g2 · бяла пешка на черно поле h2 · бял офицер на черно поле e1 · бял цар на черно поле g1 | черен цар на черно поле f8 · черен офицер на бяло поле d7 · черна пешка на черно поле g7 · черна пешка на черно поле b6 · черна дама на бяло поле g6 · черна пешка на черно поле h6 · черна пешка на черно поле a5 · черна пешка на черно поле c5 · бяла пешка на бяло поле d5 · черна пешка на черно поле e5 · черна пешка на черно поле g5 · черен кон на бяло поле h5 · бяла пешка на бяло поле a4 · бяла пешка на бяло поле c4 · бяла пешка на бяло поле e4 · бяла пешка на черно поле c3 · бяла дама на бяло поле d3 · бял офицер на бяло поле c2 · бяла пешка на бяло поле g2 · бяла пешка на черно поле h2 · бял офицер на черно поле e1 · бял цар на черно поле g1 | черен цар на черно поле f8 · черен офицер на бяло поле d7 · черна пешка на черно поле g7 · черна пешка на черно поле b6 · черна дама на бяло поле g6 · черна пешка на черно поле h6 · черна пешка на черно поле a5 · черна пешка на черно поле c5 · бяла пешка на бяло поле d5 · черна пешка на черно поле e5 · черна пешка на черно поле g5 · черен кон на бяло поле h5 · бяла пешка на бяло поле a4 · бяла пешка на бяло поле c4 · бяла пешка на бяло поле e4 · бяла пешка на черно поле c3 · бяла дама на бяло поле d3 · бял офицер на бяло поле c2 · бяла пешка на бяло поле g2 · бяла пешка на черно поле h2 · бял офицер на черно поле e1 · бял цар на черно поле g1 | черен цар на черно поле f8 · черен офицер на бяло поле d7 · черна пешка на черно поле g7 · черна пешка на черно поле b6 · черна дама на бяло поле g6 · черна пешка на черно поле h6 · черна пешка на черно поле a5 · черна пешка на черно поле c5 · бяла пешка на бяло поле d5 · черна пешка на черно поле e5 · черна пешка на черно поле g5 · черен кон на бяло поле h5 · бяла пешка на бяло поле a4 · бяла пешка на бяло поле c4 · бяла пешка на бяло поле e4 · бяла пешка на черно поле c3 · бяла дама на бяло поле d3 · бял офицер на бяло поле c2 · бяла пешка на бяло поле g2 · бяла пешка на черно поле h2 · бял офицер на черно поле e1 · бял цар на черно поле g1 | черен цар на черно поле f8 · черен офицер на бяло поле d7 · черна пешка на черно поле g7 · черна пешка на черно поле b6 · черна дама на бяло поле g6 · черна пешка на черно поле h6 · черна пешка на черно поле a5 · черна пешка на черно поле c5 · бяла пешка на бяло поле d5 · черна пешка на черно поле e5 · черна пешка на черно поле g5 · черен кон на бяло поле h5 · бяла пешка на бяло поле a4 · бяла пешка на бяло поле c4 · бяла пешка на бяло поле e4 · бяла пешка на черно поле c3 · бяла дама на бяло поле d3 · бял офицер на бяло поле c2 · бяла пешка на бяло поле g2 · бяла пешка на черно поле h2 · бял офицер на черно поле e1 · бял цар на черно поле g1 | черен цар на черно поле f8 · черен офицер на бяло поле d7 · черна пешка на черно поле g7 · черна пешка на черно поле b6 · черна дама на бяло поле g6 · черна пешка на черно поле h6 · черна пешка на черно поле a5 · черна пешка на черно поле c5 · бяла пешка на бяло поле d5 · черна пешка на черно поле e5 · черна пешка на черно поле g5 · черен кон на бяло поле h5 · бяла пешка на бяло поле a4 · бяла пешка на бяло поле c4 · бяла пешка на бяло поле e4 · бяла пешка на черно поле c3 · бяла дама на бяло поле d3 · бял офицер на бяло поле c2 · бяла пешка на бяло поле g2 · бяла пешка на черно поле h2 · бял офицер на черно поле e1 · бял цар на черно поле g1 | черен цар на черно поле f8 · черен офицер на бяло поле d7 · черна пешка на черно поле g7 · черна пешка на черно поле b6 · черна дама на бяло поле g6 · черна пешка на черно поле h6 · черна пешка на черно поле a5 · черна пешка на черно поле c5 · бяла пешка на бяло поле d5 · черна пешка на черно поле e5 · черна пешка на черно поле g5 · черен кон на бяло поле h5 · бяла пешка на бяло поле a4 · бяла пешка на бяло поле c4 · бяла пешка на бяло поле e4 · бяла пешка на черно поле c3 · бяла дама на бяло поле d3 · бял офицер на бяло поле c2 · бяла пешка на бяло поле g2 · бяла пешка на черно поле h2 · бял офицер на черно поле e1 · бял цар на черно поле g1 | черен цар на черно поле f8 · черен офицер на бяло поле d7 · черна пешка на черно поле g7 · черна пешка на черно поле b6 · черна дама на бяло поле g6 · черна пешка на черно поле h6 · черна пешка на черно поле a5 · черна пешка на черно поле c5 · бяла пешка на бяло поле d5 · черна пешка на черно поле e5 · черна пешка на черно поле g5 · черен кон на бяло поле h5 · бяла пешка на бяло поле a4 · бяла пешка на бяло поле c4 · бяла пешка на бяло поле e4 · бяла пешка на черно поле c3 · бяла дама на бяло поле d3 · бял офицер на бяло поле c2 · бяла пешка на бяло поле g2 · бяла пешка на черно поле h2 · бял офицер на черно поле e1 · бял цар на черно поле g1 | 1 |
|   | a | b | c | d | e | f | g | h |   |

Борис Спаски – Роберт Фишер

|   | a | b | c | d | e | f | g | h |   |
| 8 | черен цар на черно поле f8 · черна пешка на черно поле g7 · черна пешка на черно поле b6 · черна дама на бяло поле g6 · черна пешка на черно поле h6 · черна пешка на черно поле a5 · черна пешка на черно поле c5 · бяла пешка на бяло поле d5 · черна пешка на черно поле e5 · черна пешка на черно поле g5 · черен офицер на бяло поле a4 · бяла пешка на бяло поле c4 · бяла пешка на бяло поле e4 · черен кон на черно поле f4 · бяла пешка на черно поле c3 · бяла дама на бяло поле c2 · бяла пешка на бяло поле g2 · бяла пешка на черно поле h2 · бял офицер на бяло поле d1 · бял офицер на черно поле e1 · бял цар на черно поле g1 | черен цар на черно поле f8 · черна пешка на черно поле g7 · черна пешка на черно поле b6 · черна дама на бяло поле g6 · черна пешка на черно поле h6 · черна пешка на черно поле a5 · черна пешка на черно поле c5 · бяла пешка на бяло поле d5 · черна пешка на черно поле e5 · черна пешка на черно поле g5 · черен офицер на бяло поле a4 · бяла пешка на бяло поле c4 · бяла пешка на бяло поле e4 · черен кон на черно поле f4 · бяла пешка на черно поле c3 · бяла дама на бяло поле c2 · бяла пешка на бяло поле g2 · бяла пешка на черно поле h2 · бял офицер на бяло поле d1 · бял офицер на черно поле e1 · бял цар на черно поле g1 | черен цар на черно поле f8 · черна пешка на черно поле g7 · черна пешка на черно поле b6 · черна дама на бяло поле g6 · черна пешка на черно поле h6 · черна пешка на черно поле a5 · черна пешка на черно поле c5 · бяла пешка на бяло поле d5 · черна пешка на черно поле e5 · черна пешка на черно поле g5 · черен офицер на бяло поле a4 · бяла пешка на бяло поле c4 · бяла пешка на бяло поле e4 · черен кон на черно поле f4 · бяла пешка на черно поле c3 · бяла дама на бяло поле c2 · бяла пешка на бяло поле g2 · бяла пешка на черно поле h2 · бял офицер на бяло поле d1 · бял офицер на черно поле e1 · бял цар на черно поле g1 | черен цар на черно поле f8 · черна пешка на черно поле g7 · черна пешка на черно поле b6 · черна дама на бяло поле g6 · черна пешка на черно поле h6 · черна пешка на черно поле a5 · черна пешка на черно поле c5 · бяла пешка на бяло поле d5 · черна пешка на черно поле e5 · черна пешка на черно поле g5 · черен офицер на бяло поле a4 · бяла пешка на бяло поле c4 · бяла пешка на бяло поле e4 · черен кон на черно поле f4 · бяла пешка на черно поле c3 · бяла дама на бяло поле c2 · бяла пешка на бяло поле g2 · бяла пешка на черно поле h2 · бял офицер на бяло поле d1 · бял офицер на черно поле e1 · бял цар на черно поле g1 | черен цар на черно поле f8 · черна пешка на черно поле g7 · черна пешка на черно поле b6 · черна дама на бяло поле g6 · черна пешка на черно поле h6 · черна пешка на черно поле a5 · черна пешка на черно поле c5 · бяла пешка на бяло поле d5 · черна пешка на черно поле e5 · черна пешка на черно поле g5 · черен офицер на бяло поле a4 · бяла пешка на бяло поле c4 · бяла пешка на бяло поле e4 · черен кон на черно поле f4 · бяла пешка на черно поле c3 · бяла дама на бяло поле c2 · бяла пешка на бяло поле g2 · бяла пешка на черно поле h2 · бял офицер на бяло поле d1 · бял офицер на черно поле e1 · бял цар на черно поле g1 | черен цар на черно поле f8 · черна пешка на черно поле g7 · черна пешка на черно поле b6 · черна дама на бяло поле g6 · черна пешка на черно поле h6 · черна пешка на черно поле a5 · черна пешка на черно поле c5 · бяла пешка на бяло поле d5 · черна пешка на черно поле e5 · черна пешка на черно поле g5 · черен офицер на бяло поле a4 · бяла пешка на бяло поле c4 · бяла пешка на бяло поле e4 · черен кон на черно поле f4 · бяла пешка на черно поле c3 · бяла дама на бяло поле c2 · бяла пешка на бяло поле g2 · бяла пешка на черно поле h2 · бял офицер на бяло поле d1 · бял офицер на черно поле e1 · бял цар на черно поле g1 | черен цар на черно поле f8 · черна пешка на черно поле g7 · черна пешка на черно поле b6 · черна дама на бяло поле g6 · черна пешка на черно поле h6 · черна пешка на черно поле a5 · черна пешка на черно поле c5 · бяла пешка на бяло поле d5 · черна пешка на черно поле e5 · черна пешка на черно поле g5 · черен офицер на бяло поле a4 · бяла пешка на бяло поле c4 · бяла пешка на бяло поле e4 · черен кон на черно поле f4 · бяла пешка на черно поле c3 · бяла дама на бяло поле c2 · бяла пешка на бяло поле g2 · бяла пешка на черно поле h2 · бял офицер на бяло поле d1 · бял офицер на черно поле e1 · бял цар на черно поле g1 | черен цар на черно поле f8 · черна пешка на черно поле g7 · черна пешка на черно поле b6 · черна дама на бяло поле g6 · черна пешка на черно поле h6 · черна пешка на черно поле a5 · черна пешка на черно поле c5 · бяла пешка на бяло поле d5 · черна пешка на черно поле e5 · черна пешка на черно поле g5 · черен офицер на бяло поле a4 · бяла пешка на бяло поле c4 · бяла пешка на бяло поле e4 · черен кон на черно поле f4 · бяла пешка на черно поле c3 · бяла дама на бяло поле c2 · бяла пешка на бяло поле g2 · бяла пешка на черно поле h2 · бял офицер на бяло поле d1 · бял офицер на черно поле e1 · бял цар на черно поле g1 | 8 |
| 7 | черен цар на черно поле f8 · черна пешка на черно поле g7 · черна пешка на черно поле b6 · черна дама на бяло поле g6 · черна пешка на черно поле h6 · черна пешка на черно поле a5 · черна пешка на черно поле c5 · бяла пешка на бяло поле d5 · черна пешка на черно поле e5 · черна пешка на черно поле g5 · черен офицер на бяло поле a4 · бяла пешка на бяло поле c4 · бяла пешка на бяло поле e4 · черен кон на черно поле f4 · бяла пешка на черно поле c3 · бяла дама на бяло поле c2 · бяла пешка на бяло поле g2 · бяла пешка на черно поле h2 · бял офицер на бяло поле d1 · бял офицер на черно поле e1 · бял цар на черно поле g1 | черен цар на черно поле f8 · черна пешка на черно поле g7 · черна пешка на черно поле b6 · черна дама на бяло поле g6 · черна пешка на черно поле h6 · черна пешка на черно поле a5 · черна пешка на черно поле c5 · бяла пешка на бяло поле d5 · черна пешка на черно поле e5 · черна пешка на черно поле g5 · черен офицер на бяло поле a4 · бяла пешка на бяло поле c4 · бяла пешка на бяло поле e4 · черен кон на черно поле f4 · бяла пешка на черно поле c3 · бяла дама на бяло поле c2 · бяла пешка на бяло поле g2 · бяла пешка на черно поле h2 · бял офицер на бяло поле d1 · бял офицер на черно поле e1 · бял цар на черно поле g1 | черен цар на черно поле f8 · черна пешка на черно поле g7 · черна пешка на черно поле b6 · черна дама на бяло поле g6 · черна пешка на черно поле h6 · черна пешка на черно поле a5 · черна пешка на черно поле c5 · бяла пешка на бяло поле d5 · черна пешка на черно поле e5 · черна пешка на черно поле g5 · черен офицер на бяло поле a4 · бяла пешка на бяло поле c4 · бяла пешка на бяло поле e4 · черен кон на черно поле f4 · бяла пешка на черно поле c3 · бяла дама на бяло поле c2 · бяла пешка на бяло поле g2 · бяла пешка на черно поле h2 · бял офицер на бяло поле d1 · бял офицер на черно поле e1 · бял цар на черно поле g1 | черен цар на черно поле f8 · черна пешка на черно поле g7 · черна пешка на черно поле b6 · черна дама на бяло поле g6 · черна пешка на черно поле h6 · черна пешка на черно поле a5 · черна пешка на черно поле c5 · бяла пешка на бяло поле d5 · черна пешка на черно поле e5 · черна пешка на черно поле g5 · черен офицер на бяло поле a4 · бяла пешка на бяло поле c4 · бяла пешка на бяло поле e4 · черен кон на черно поле f4 · бяла пешка на черно поле c3 · бяла дама на бяло поле c2 · бяла пешка на бяло поле g2 · бяла пешка на черно поле h2 · бял офицер на бяло поле d1 · бял офицер на черно поле e1 · бял цар на черно поле g1 | черен цар на черно поле f8 · черна пешка на черно поле g7 · черна пешка на черно поле b6 · черна дама на бяло поле g6 · черна пешка на черно поле h6 · черна пешка на черно поле a5 · черна пешка на черно поле c5 · бяла пешка на бяло поле d5 · черна пешка на черно поле e5 · черна пешка на черно поле g5 · черен офицер на бяло поле a4 · бяла пешка на бяло поле c4 · бяла пешка на бяло поле e4 · черен кон на черно поле f4 · бяла пешка на черно поле c3 · бяла дама на бяло поле c2 · бяла пешка на бяло поле g2 · бяла пешка на черно поле h2 · бял офицер на бяло поле d1 · бял офицер на черно поле e1 · бял цар на черно поле g1 | черен цар на черно поле f8 · черна пешка на черно поле g7 · черна пешка на черно поле b6 · черна дама на бяло поле g6 · черна пешка на черно поле h6 · черна пешка на черно поле a5 · черна пешка на черно поле c5 · бяла пешка на бяло поле d5 · черна пешка на черно поле e5 · черна пешка на черно поле g5 · черен офицер на бяло поле a4 · бяла пешка на бяло поле c4 · бяла пешка на бяло поле e4 · черен кон на черно поле f4 · бяла пешка на черно поле c3 · бяла дама на бяло поле c2 · бяла пешка на бяло поле g2 · бяла пешка на черно поле h2 · бял офицер на бяло поле d1 · бял офицер на черно поле e1 · бял цар на черно поле g1 | черен цар на черно поле f8 · черна пешка на черно поле g7 · черна пешка на черно поле b6 · черна дама на бяло поле g6 · черна пешка на черно поле h6 · черна пешка на черно поле a5 · черна пешка на черно поле c5 · бяла пешка на бяло поле d5 · черна пешка на черно поле e5 · черна пешка на черно поле g5 · черен офицер на бяло поле a4 · бяла пешка на бяло поле c4 · бяла пешка на бяло поле e4 · черен кон на черно поле f4 · бяла пешка на черно поле c3 · бяла дама на бяло поле c2 · бяла пешка на бяло поле g2 · бяла пешка на черно поле h2 · бял офицер на бяло поле d1 · бял офицер на черно поле e1 · бял цар на черно поле g1 | черен цар на черно поле f8 · черна пешка на черно поле g7 · черна пешка на черно поле b6 · черна дама на бяло поле g6 · черна пешка на черно поле h6 · черна пешка на черно поле a5 · черна пешка на черно поле c5 · бяла пешка на бяло поле d5 · черна пешка на черно поле e5 · черна пешка на черно поле g5 · черен офицер на бяло поле a4 · бяла пешка на бяло поле c4 · бяла пешка на бяло поле e4 · черен кон на черно поле f4 · бяла пешка на черно поле c3 · бяла дама на бяло поле c2 · бяла пешка на бяло поле g2 · бяла пешка на черно поле h2 · бял офицер на бяло поле d1 · бял офицер на черно поле e1 · бял цар на черно поле g1 | 7 |
| 6 | черен цар на черно поле f8 · черна пешка на черно поле g7 · черна пешка на черно поле b6 · черна дама на бяло поле g6 · черна пешка на черно поле h6 · черна пешка на черно поле a5 · черна пешка на черно поле c5 · бяла пешка на бяло поле d5 · черна пешка на черно поле e5 · черна пешка на черно поле g5 · черен офицер на бяло поле a4 · бяла пешка на бяло поле c4 · бяла пешка на бяло поле e4 · черен кон на черно поле f4 · бяла пешка на черно поле c3 · бяла дама на бяло поле c2 · бяла пешка на бяло поле g2 · бяла пешка на черно поле h2 · бял офицер на бяло поле d1 · бял офицер на черно поле e1 · бял цар на черно поле g1 | черен цар на черно поле f8 · черна пешка на черно поле g7 · черна пешка на черно поле b6 · черна дама на бяло поле g6 · черна пешка на черно поле h6 · черна пешка на черно поле a5 · черна пешка на черно поле c5 · бяла пешка на бяло поле d5 · черна пешка на черно поле e5 · черна пешка на черно поле g5 · черен офицер на бяло поле a4 · бяла пешка на бяло поле c4 · бяла пешка на бяло поле e4 · черен кон на черно поле f4 · бяла пешка на черно поле c3 · бяла дама на бяло поле c2 · бяла пешка на бяло поле g2 · бяла пешка на черно поле h2 · бял офицер на бяло поле d1 · бял офицер на черно поле e1 · бял цар на черно поле g1 | черен цар на черно поле f8 · черна пешка на черно поле g7 · черна пешка на черно поле b6 · черна дама на бяло поле g6 · черна пешка на черно поле h6 · черна пешка на черно поле a5 · черна пешка на черно поле c5 · бяла пешка на бяло поле d5 · черна пешка на черно поле e5 · черна пешка на черно поле g5 · черен офицер на бяло поле a4 · бяла пешка на бяло поле c4 · бяла пешка на бяло поле e4 · черен кон на черно поле f4 · бяла пешка на черно поле c3 · бяла дама на бяло поле c2 · бяла пешка на бяло поле g2 · бяла пешка на черно поле h2 · бял офицер на бяло поле d1 · бял офицер на черно поле e1 · бял цар на черно поле g1 | черен цар на черно поле f8 · черна пешка на черно поле g7 · черна пешка на черно поле b6 · черна дама на бяло поле g6 · черна пешка на черно поле h6 · черна пешка на черно поле a5 · черна пешка на черно поле c5 · бяла пешка на бяло поле d5 · черна пешка на черно поле e5 · черна пешка на черно поле g5 · черен офицер на бяло поле a4 · бяла пешка на бяло поле c4 · бяла пешка на бяло поле e4 · черен кон на черно поле f4 · бяла пешка на черно поле c3 · бяла дама на бяло поле c2 · бяла пешка на бяло поле g2 · бяла пешка на черно поле h2 · бял офицер на бяло поле d1 · бял офицер на черно поле e1 · бял цар на черно поле g1 | черен цар на черно поле f8 · черна пешка на черно поле g7 · черна пешка на черно поле b6 · черна дама на бяло поле g6 · черна пешка на черно поле h6 · черна пешка на черно поле a5 · черна пешка на черно поле c5 · бяла пешка на бяло поле d5 · черна пешка на черно поле e5 · черна пешка на черно поле g5 · черен офицер на бяло поле a4 · бяла пешка на бяло поле c4 · бяла пешка на бяло поле e4 · черен кон на черно поле f4 · бяла пешка на черно поле c3 · бяла дама на бяло поле c2 · бяла пешка на бяло поле g2 · бяла пешка на черно поле h2 · бял офицер на бяло поле d1 · бял офицер на черно поле e1 · бял цар на черно поле g1 | черен цар на черно поле f8 · черна пешка на черно поле g7 · черна пешка на черно поле b6 · черна дама на бяло поле g6 · черна пешка на черно поле h6 · черна пешка на черно поле a5 · черна пешка на черно поле c5 · бяла пешка на бяло поле d5 · черна пешка на черно поле e5 · черна пешка на черно поле g5 · черен офицер на бяло поле a4 · бяла пешка на бяло поле c4 · бяла пешка на бяло поле e4 · черен кон на черно поле f4 · бяла пешка на черно поле c3 · бяла дама на бяло поле c2 · бяла пешка на бяло поле g2 · бяла пешка на черно поле h2 · бял офицер на бяло поле d1 · бял офицер на черно поле e1 · бял цар на черно поле g1 | черен цар на черно поле f8 · черна пешка на черно поле g7 · черна пешка на черно поле b6 · черна дама на бяло поле g6 · черна пешка на черно поле h6 · черна пешка на черно поле a5 · черна пешка на черно поле c5 · бяла пешка на бяло поле d5 · черна пешка на черно поле e5 · черна пешка на черно поле g5 · черен офицер на бяло поле a4 · бяла пешка на бяло поле c4 · бяла пешка на бяло поле e4 · черен кон на черно поле f4 · бяла пешка на черно поле c3 · бяла дама на бяло поле c2 · бяла пешка на бяло поле g2 · бяла пешка на черно поле h2 · бял офицер на бяло поле d1 · бял офицер на черно поле e1 · бял цар на черно поле g1 | черен цар на черно поле f8 · черна пешка на черно поле g7 · черна пешка на черно поле b6 · черна дама на бяло поле g6 · черна пешка на черно поле h6 · черна пешка на черно поле a5 · черна пешка на черно поле c5 · бяла пешка на бяло поле d5 · черна пешка на черно поле e5 · черна пешка на черно поле g5 · черен офицер на бяло поле a4 · бяла пешка на бяло поле c4 · бяла пешка на бяло поле e4 · черен кон на черно поле f4 · бяла пешка на черно поле c3 · бяла дама на бяло поле c2 · бяла пешка на бяло поле g2 · бяла пешка на черно поле h2 · бял офицер на бяло поле d1 · бял офицер на черно поле e1 · бял цар на черно поле g1 | 6 |
| 5 | черен цар на черно поле f8 · черна пешка на черно поле g7 · черна пешка на черно поле b6 · черна дама на бяло поле g6 · черна пешка на черно поле h6 · черна пешка на черно поле a5 · черна пешка на черно поле c5 · бяла пешка на бяло поле d5 · черна пешка на черно поле e5 · черна пешка на черно поле g5 · черен офицер на бяло поле a4 · бяла пешка на бяло поле c4 · бяла пешка на бяло поле e4 · черен кон на черно поле f4 · бяла пешка на черно поле c3 · бяла дама на бяло поле c2 · бяла пешка на бяло поле g2 · бяла пешка на черно поле h2 · бял офицер на бяло поле d1 · бял офицер на черно поле e1 · бял цар на черно поле g1 | черен цар на черно поле f8 · черна пешка на черно поле g7 · черна пешка на черно поле b6 · черна дама на бяло поле g6 · черна пешка на черно поле h6 · черна пешка на черно поле a5 · черна пешка на черно поле c5 · бяла пешка на бяло поле d5 · черна пешка на черно поле e5 · черна пешка на черно поле g5 · черен офицер на бяло поле a4 · бяла пешка на бяло поле c4 · бяла пешка на бяло поле e4 · черен кон на черно поле f4 · бяла пешка на черно поле c3 · бяла дама на бяло поле c2 · бяла пешка на бяло поле g2 · бяла пешка на черно поле h2 · бял офицер на бяло поле d1 · бял офицер на черно поле e1 · бял цар на черно поле g1 | черен цар на черно поле f8 · черна пешка на черно поле g7 · черна пешка на черно поле b6 · черна дама на бяло поле g6 · черна пешка на черно поле h6 · черна пешка на черно поле a5 · черна пешка на черно поле c5 · бяла пешка на бяло поле d5 · черна пешка на черно поле e5 · черна пешка на черно поле g5 · черен офицер на бяло поле a4 · бяла пешка на бяло поле c4 · бяла пешка на бяло поле e4 · черен кон на черно поле f4 · бяла пешка на черно поле c3 · бяла дама на бяло поле c2 · бяла пешка на бяло поле g2 · бяла пешка на черно поле h2 · бял офицер на бяло поле d1 · бял офицер на черно поле e1 · бял цар на черно поле g1 | черен цар на черно поле f8 · черна пешка на черно поле g7 · черна пешка на черно поле b6 · черна дама на бяло поле g6 · черна пешка на черно поле h6 · черна пешка на черно поле a5 · черна пешка на черно поле c5 · бяла пешка на бяло поле d5 · черна пешка на черно поле e5 · черна пешка на черно поле g5 · черен офицер на бяло поле a4 · бяла пешка на бяло поле c4 · бяла пешка на бяло поле e4 · черен кон на черно поле f4 · бяла пешка на черно поле c3 · бяла дама на бяло поле c2 · бяла пешка на бяло поле g2 · бяла пешка на черно поле h2 · бял офицер на бяло поле d1 · бял офицер на черно поле e1 · бял цар на черно поле g1 | черен цар на черно поле f8 · черна пешка на черно поле g7 · черна пешка на черно поле b6 · черна дама на бяло поле g6 · черна пешка на черно поле h6 · черна пешка на черно поле a5 · черна пешка на черно поле c5 · бяла пешка на бяло поле d5 · черна пешка на черно поле e5 · черна пешка на черно поле g5 · черен офицер на бяло поле a4 · бяла пешка на бяло поле c4 · бяла пешка на бяло поле e4 · черен кон на черно поле f4 · бяла пешка на черно поле c3 · бяла дама на бяло поле c2 · бяла пешка на бяло поле g2 · бяла пешка на черно поле h2 · бял офицер на бяло поле d1 · бял офицер на черно поле e1 · бял цар на черно поле g1 | черен цар на черно поле f8 · черна пешка на черно поле g7 · черна пешка на черно поле b6 · черна дама на бяло поле g6 · черна пешка на черно поле h6 · черна пешка на черно поле a5 · черна пешка на черно поле c5 · бяла пешка на бяло поле d5 · черна пешка на черно поле e5 · черна пешка на черно поле g5 · черен офицер на бяло поле a4 · бяла пешка на бяло поле c4 · бяла пешка на бяло поле e4 · черен кон на черно поле f4 · бяла пешка на черно поле c3 · бяла дама на бяло поле c2 · бяла пешка на бяло поле g2 · бяла пешка на черно поле h2 · бял офицер на бяло поле d1 · бял офицер на черно поле e1 · бял цар на черно поле g1 | черен цар на черно поле f8 · черна пешка на черно поле g7 · черна пешка на черно поле b6 · черна дама на бяло поле g6 · черна пешка на черно поле h6 · черна пешка на черно поле a5 · черна пешка на черно поле c5 · бяла пешка на бяло поле d5 · черна пешка на черно поле e5 · черна пешка на черно поле g5 · черен офицер на бяло поле a4 · бяла пешка на бяло поле c4 · бяла пешка на бяло поле e4 · черен кон на черно поле f4 · бяла пешка на черно поле c3 · бяла дама на бяло поле c2 · бяла пешка на бяло поле g2 · бяла пешка на черно поле h2 · бял офицер на бяло поле d1 · бял офицер на черно поле e1 · бял цар на черно поле g1 | черен цар на черно поле f8 · черна пешка на черно поле g7 · черна пешка на черно поле b6 · черна дама на бяло поле g6 · черна пешка на черно поле h6 · черна пешка на черно поле a5 · черна пешка на черно поле c5 · бяла пешка на бяло поле d5 · черна пешка на черно поле e5 · черна пешка на черно поле g5 · черен офицер на бяло поле a4 · бяла пешка на бяло поле c4 · бяла пешка на бяло поле e4 · черен кон на черно поле f4 · бяла пешка на черно поле c3 · бяла дама на бяло поле c2 · бяла пешка на бяло поле g2 · бяла пешка на черно поле h2 · бял офицер на бяло поле d1 · бял офицер на черно поле e1 · бял цар на черно поле g1 | 5 |
| 4 | черен цар на черно поле f8 · черна пешка на черно поле g7 · черна пешка на черно поле b6 · черна дама на бяло поле g6 · черна пешка на черно поле h6 · черна пешка на черно поле a5 · черна пешка на черно поле c5 · бяла пешка на бяло поле d5 · черна пешка на черно поле e5 · черна пешка на черно поле g5 · черен офицер на бяло поле a4 · бяла пешка на бяло поле c4 · бяла пешка на бяло поле e4 · черен кон на черно поле f4 · бяла пешка на черно поле c3 · бяла дама на бяло поле c2 · бяла пешка на бяло поле g2 · бяла пешка на черно поле h2 · бял офицер на бяло поле d1 · бял офицер на черно поле e1 · бял цар на черно поле g1 | черен цар на черно поле f8 · черна пешка на черно поле g7 · черна пешка на черно поле b6 · черна дама на бяло поле g6 · черна пешка на черно поле h6 · черна пешка на черно поле a5 · черна пешка на черно поле c5 · бяла пешка на бяло поле d5 · черна пешка на черно поле e5 · черна пешка на черно поле g5 · черен офицер на бяло поле a4 · бяла пешка на бяло поле c4 · бяла пешка на бяло поле e4 · черен кон на черно поле f4 · бяла пешка на черно поле c3 · бяла дама на бяло поле c2 · бяла пешка на бяло поле g2 · бяла пешка на черно поле h2 · бял офицер на бяло поле d1 · бял офицер на черно поле e1 · бял цар на черно поле g1 | черен цар на черно поле f8 · черна пешка на черно поле g7 · черна пешка на черно поле b6 · черна дама на бяло поле g6 · черна пешка на черно поле h6 · черна пешка на черно поле a5 · черна пешка на черно поле c5 · бяла пешка на бяло поле d5 · черна пешка на черно поле e5 · черна пешка на черно поле g5 · черен офицер на бяло поле a4 · бяла пешка на бяло поле c4 · бяла пешка на бяло поле e4 · черен кон на черно поле f4 · бяла пешка на черно поле c3 · бяла дама на бяло поле c2 · бяла пешка на бяло поле g2 · бяла пешка на черно поле h2 · бял офицер на бяло поле d1 · бял офицер на черно поле e1 · бял цар на черно поле g1 | черен цар на черно поле f8 · черна пешка на черно поле g7 · черна пешка на черно поле b6 · черна дама на бяло поле g6 · черна пешка на черно поле h6 · черна пешка на черно поле a5 · черна пешка на черно поле c5 · бяла пешка на бяло поле d5 · черна пешка на черно поле e5 · черна пешка на черно поле g5 · черен офицер на бяло поле a4 · бяла пешка на бяло поле c4 · бяла пешка на бяло поле e4 · черен кон на черно поле f4 · бяла пешка на черно поле c3 · бяла дама на бяло поле c2 · бяла пешка на бяло поле g2 · бяла пешка на черно поле h2 · бял офицер на бяло поле d1 · бял офицер на черно поле e1 · бял цар на черно поле g1 | черен цар на черно поле f8 · черна пешка на черно поле g7 · черна пешка на черно поле b6 · черна дама на бяло поле g6 · черна пешка на черно поле h6 · черна пешка на черно поле a5 · черна пешка на черно поле c5 · бяла пешка на бяло поле d5 · черна пешка на черно поле e5 · черна пешка на черно поле g5 · черен офицер на бяло поле a4 · бяла пешка на бяло поле c4 · бяла пешка на бяло поле e4 · черен кон на черно поле f4 · бяла пешка на черно поле c3 · бяла дама на бяло поле c2 · бяла пешка на бяло поле g2 · бяла пешка на черно поле h2 · бял офицер на бяло поле d1 · бял офицер на черно поле e1 · бял цар на черно поле g1 | черен цар на черно поле f8 · черна пешка на черно поле g7 · черна пешка на черно поле b6 · черна дама на бяло поле g6 · черна пешка на черно поле h6 · черна пешка на черно поле a5 · черна пешка на черно поле c5 · бяла пешка на бяло поле d5 · черна пешка на черно поле e5 · черна пешка на черно поле g5 · черен офицер на бяло поле a4 · бяла пешка на бяло поле c4 · бяла пешка на бяло поле e4 · черен кон на черно поле f4 · бяла пешка на черно поле c3 · бяла дама на бяло поле c2 · бяла пешка на бяло поле g2 · бяла пешка на черно поле h2 · бял офицер на бяло поле d1 · бял офицер на черно поле e1 · бял цар на черно поле g1 | черен цар на черно поле f8 · черна пешка на черно поле g7 · черна пешка на черно поле b6 · черна дама на бяло поле g6 · черна пешка на черно поле h6 · черна пешка на черно поле a5 · черна пешка на черно поле c5 · бяла пешка на бяло поле d5 · черна пешка на черно поле e5 · черна пешка на черно поле g5 · черен офицер на бяло поле a4 · бяла пешка на бяло поле c4 · бяла пешка на бяло поле e4 · черен кон на черно поле f4 · бяла пешка на черно поле c3 · бяла дама на бяло поле c2 · бяла пешка на бяло поле g2 · бяла пешка на черно поле h2 · бял офицер на бяло поле d1 · бял офицер на черно поле e1 · бял цар на черно поле g1 | черен цар на черно поле f8 · черна пешка на черно поле g7 · черна пешка на черно поле b6 · черна дама на бяло поле g6 · черна пешка на черно поле h6 · черна пешка на черно поле a5 · черна пешка на черно поле c5 · бяла пешка на бяло поле d5 · черна пешка на черно поле e5 · черна пешка на черно поле g5 · черен офицер на бяло поле a4 · бяла пешка на бяло поле c4 · бяла пешка на бяло поле e4 · черен кон на черно поле f4 · бяла пешка на черно поле c3 · бяла дама на бяло поле c2 · бяла пешка на бяло поле g2 · бяла пешка на черно поле h2 · бял офицер на бяло поле d1 · бял офицер на черно поле e1 · бял цар на черно поле g1 | 4 |
| 3 | черен цар на черно поле f8 · черна пешка на черно поле g7 · черна пешка на черно поле b6 · черна дама на бяло поле g6 · черна пешка на черно поле h6 · черна пешка на черно поле a5 · черна пешка на черно поле c5 · бяла пешка на бяло поле d5 · черна пешка на черно поле e5 · черна пешка на черно поле g5 · черен офицер на бяло поле a4 · бяла пешка на бяло поле c4 · бяла пешка на бяло поле e4 · черен кон на черно поле f4 · бяла пешка на черно поле c3 · бяла дама на бяло поле c2 · бяла пешка на бяло поле g2 · бяла пешка на черно поле h2 · бял офицер на бяло поле d1 · бял офицер на черно поле e1 · бял цар на черно поле g1 | черен цар на черно поле f8 · черна пешка на черно поле g7 · черна пешка на черно поле b6 · черна дама на бяло поле g6 · черна пешка на черно поле h6 · черна пешка на черно поле a5 · черна пешка на черно поле c5 · бяла пешка на бяло поле d5 · черна пешка на черно поле e5 · черна пешка на черно поле g5 · черен офицер на бяло поле a4 · бяла пешка на бяло поле c4 · бяла пешка на бяло поле e4 · черен кон на черно поле f4 · бяла пешка на черно поле c3 · бяла дама на бяло поле c2 · бяла пешка на бяло поле g2 · бяла пешка на черно поле h2 · бял офицер на бяло поле d1 · бял офицер на черно поле e1 · бял цар на черно поле g1 | черен цар на черно поле f8 · черна пешка на черно поле g7 · черна пешка на черно поле b6 · черна дама на бяло поле g6 · черна пешка на черно поле h6 · черна пешка на черно поле a5 · черна пешка на черно поле c5 · бяла пешка на бяло поле d5 · черна пешка на черно поле e5 · черна пешка на черно поле g5 · черен офицер на бяло поле a4 · бяла пешка на бяло поле c4 · бяла пешка на бяло поле e4 · черен кон на черно поле f4 · бяла пешка на черно поле c3 · бяла дама на бяло поле c2 · бяла пешка на бяло поле g2 · бяла пешка на черно поле h2 · бял офицер на бяло поле d1 · бял офицер на черно поле e1 · бял цар на черно поле g1 | черен цар на черно поле f8 · черна пешка на черно поле g7 · черна пешка на черно поле b6 · черна дама на бяло поле g6 · черна пешка на черно поле h6 · черна пешка на черно поле a5 · черна пешка на черно поле c5 · бяла пешка на бяло поле d5 · черна пешка на черно поле e5 · черна пешка на черно поле g5 · черен офицер на бяло поле a4 · бяла пешка на бяло поле c4 · бяла пешка на бяло поле e4 · черен кон на черно поле f4 · бяла пешка на черно поле c3 · бяла дама на бяло поле c2 · бяла пешка на бяло поле g2 · бяла пешка на черно поле h2 · бял офицер на бяло поле d1 · бял офицер на черно поле e1 · бял цар на черно поле g1 | черен цар на черно поле f8 · черна пешка на черно поле g7 · черна пешка на черно поле b6 · черна дама на бяло поле g6 · черна пешка на черно поле h6 · черна пешка на черно поле a5 · черна пешка на черно поле c5 · бяла пешка на бяло поле d5 · черна пешка на черно поле e5 · черна пешка на черно поле g5 · черен офицер на бяло поле a4 · бяла пешка на бяло поле c4 · бяла пешка на бяло поле e4 · черен кон на черно поле f4 · бяла пешка на черно поле c3 · бяла дама на бяло поле c2 · бяла пешка на бяло поле g2 · бяла пешка на черно поле h2 · бял офицер на бяло поле d1 · бял офицер на черно поле e1 · бял цар на черно поле g1 | черен цар на черно поле f8 · черна пешка на черно поле g7 · черна пешка на черно поле b6 · черна дама на бяло поле g6 · черна пешка на черно поле h6 · черна пешка на черно поле a5 · черна пешка на черно поле c5 · бяла пешка на бяло поле d5 · черна пешка на черно поле e5 · черна пешка на черно поле g5 · черен офицер на бяло поле a4 · бяла пешка на бяло поле c4 · бяла пешка на бяло поле e4 · черен кон на черно поле f4 · бяла пешка на черно поле c3 · бяла дама на бяло поле c2 · бяла пешка на бяло поле g2 · бяла пешка на черно поле h2 · бял офицер на бяло поле d1 · бял офицер на черно поле e1 · бял цар на черно поле g1 | черен цар на черно поле f8 · черна пешка на черно поле g7 · черна пешка на черно поле b6 · черна дама на бяло поле g6 · черна пешка на черно поле h6 · черна пешка на черно поле a5 · черна пешка на черно поле c5 · бяла пешка на бяло поле d5 · черна пешка на черно поле e5 · черна пешка на черно поле g5 · черен офицер на бяло поле a4 · бяла пешка на бяло поле c4 · бяла пешка на бяло поле e4 · черен кон на черно поле f4 · бяла пешка на черно поле c3 · бяла дама на бяло поле c2 · бяла пешка на бяло поле g2 · бяла пешка на черно поле h2 · бял офицер на бяло поле d1 · бял офицер на черно поле e1 · бял цар на черно поле g1 | черен цар на черно поле f8 · черна пешка на черно поле g7 · черна пешка на черно поле b6 · черна дама на бяло поле g6 · черна пешка на черно поле h6 · черна пешка на черно поле a5 · черна пешка на черно поле c5 · бяла пешка на бяло поле d5 · черна пешка на черно поле e5 · черна пешка на черно поле g5 · черен офицер на бяло поле a4 · бяла пешка на бяло поле c4 · бяла пешка на бяло поле e4 · черен кон на черно поле f4 · бяла пешка на черно поле c3 · бяла дама на бяло поле c2 · бяла пешка на бяло поле g2 · бяла пешка на черно поле h2 · бял офицер на бяло поле d1 · бял офицер на черно поле e1 · бял цар на черно поле g1 | 3 |
| 2 | черен цар на черно поле f8 · черна пешка на черно поле g7 · черна пешка на черно поле b6 · черна дама на бяло поле g6 · черна пешка на черно поле h6 · черна пешка на черно поле a5 · черна пешка на черно поле c5 · бяла пешка на бяло поле d5 · черна пешка на черно поле e5 · черна пешка на черно поле g5 · черен офицер на бяло поле a4 · бяла пешка на бяло поле c4 · бяла пешка на бяло поле e4 · черен кон на черно поле f4 · бяла пешка на черно поле c3 · бяла дама на бяло поле c2 · бяла пешка на бяло поле g2 · бяла пешка на черно поле h2 · бял офицер на бяло поле d1 · бял офицер на черно поле e1 · бял цар на черно поле g1 | черен цар на черно поле f8 · черна пешка на черно поле g7 · черна пешка на черно поле b6 · черна дама на бяло поле g6 · черна пешка на черно поле h6 · черна пешка на черно поле a5 · черна пешка на черно поле c5 · бяла пешка на бяло поле d5 · черна пешка на черно поле e5 · черна пешка на черно поле g5 · черен офицер на бяло поле a4 · бяла пешка на бяло поле c4 · бяла пешка на бяло поле e4 · черен кон на черно поле f4 · бяла пешка на черно поле c3 · бяла дама на бяло поле c2 · бяла пешка на бяло поле g2 · бяла пешка на черно поле h2 · бял офицер на бяло поле d1 · бял офицер на черно поле e1 · бял цар на черно поле g1 | черен цар на черно поле f8 · черна пешка на черно поле g7 · черна пешка на черно поле b6 · черна дама на бяло поле g6 · черна пешка на черно поле h6 · черна пешка на черно поле a5 · черна пешка на черно поле c5 · бяла пешка на бяло поле d5 · черна пешка на черно поле e5 · черна пешка на черно поле g5 · черен офицер на бяло поле a4 · бяла пешка на бяло поле c4 · бяла пешка на бяло поле e4 · черен кон на черно поле f4 · бяла пешка на черно поле c3 · бяла дама на бяло поле c2 · бяла пешка на бяло поле g2 · бяла пешка на черно поле h2 · бял офицер на бяло поле d1 · бял офицер на черно поле e1 · бял цар на черно поле g1 | черен цар на черно поле f8 · черна пешка на черно поле g7 · черна пешка на черно поле b6 · черна дама на бяло поле g6 · черна пешка на черно поле h6 · черна пешка на черно поле a5 · черна пешка на черно поле c5 · бяла пешка на бяло поле d5 · черна пешка на черно поле e5 · черна пешка на черно поле g5 · черен офицер на бяло поле a4 · бяла пешка на бяло поле c4 · бяла пешка на бяло поле e4 · черен кон на черно поле f4 · бяла пешка на черно поле c3 · бяла дама на бяло поле c2 · бяла пешка на бяло поле g2 · бяла пешка на черно поле h2 · бял офицер на бяло поле d1 · бял офицер на черно поле e1 · бял цар на черно поле g1 | черен цар на черно поле f8 · черна пешка на черно поле g7 · черна пешка на черно поле b6 · черна дама на бяло поле g6 · черна пешка на черно поле h6 · черна пешка на черно поле a5 · черна пешка на черно поле c5 · бяла пешка на бяло поле d5 · черна пешка на черно поле e5 · черна пешка на черно поле g5 · черен офицер на бяло поле a4 · бяла пешка на бяло поле c4 · бяла пешка на бяло поле e4 · черен кон на черно поле f4 · бяла пешка на черно поле c3 · бяла дама на бяло поле c2 · бяла пешка на бяло поле g2 · бяла пешка на черно поле h2 · бял офицер на бяло поле d1 · бял офицер на черно поле e1 · бял цар на черно поле g1 | черен цар на черно поле f8 · черна пешка на черно поле g7 · черна пешка на черно поле b6 · черна дама на бяло поле g6 · черна пешка на черно поле h6 · черна пешка на черно поле a5 · черна пешка на черно поле c5 · бяла пешка на бяло поле d5 · черна пешка на черно поле e5 · черна пешка на черно поле g5 · черен офицер на бяло поле a4 · бяла пешка на бяло поле c4 · бяла пешка на бяло поле e4 · черен кон на черно поле f4 · бяла пешка на черно поле c3 · бяла дама на бяло поле c2 · бяла пешка на бяло поле g2 · бяла пешка на черно поле h2 · бял офицер на бяло поле d1 · бял офицер на черно поле e1 · бял цар на черно поле g1 | черен цар на черно поле f8 · черна пешка на черно поле g7 · черна пешка на черно поле b6 · черна дама на бяло поле g6 · черна пешка на черно поле h6 · черна пешка на черно поле a5 · черна пешка на черно поле c5 · бяла пешка на бяло поле d5 · черна пешка на черно поле e5 · черна пешка на черно поле g5 · черен офицер на бяло поле a4 · бяла пешка на бяло поле c4 · бяла пешка на бяло поле e4 · черен кон на черно поле f4 · бяла пешка на черно поле c3 · бяла дама на бяло поле c2 · бяла пешка на бяло поле g2 · бяла пешка на черно поле h2 · бял офицер на бяло поле d1 · бял офицер на черно поле e1 · бял цар на черно поле g1 | черен цар на черно поле f8 · черна пешка на черно поле g7 · черна пешка на черно поле b6 · черна дама на бяло поле g6 · черна пешка на черно поле h6 · черна пешка на черно поле a5 · черна пешка на черно поле c5 · бяла пешка на бяло поле d5 · черна пешка на черно поле e5 · черна пешка на черно поле g5 · черен офицер на бяло поле a4 · бяла пешка на бяло поле c4 · бяла пешка на бяло поле e4 · черен кон на черно поле f4 · бяла пешка на черно поле c3 · бяла дама на бяло поле c2 · бяла пешка на бяло поле g2 · бяла пешка на черно поле h2 · бял офицер на бяло поле d1 · бял офицер на черно поле e1 · бял цар на черно поле g1 | 2 |
| 1 | черен цар на черно поле f8 · черна пешка на черно поле g7 · черна пешка на черно поле b6 · черна дама на бяло поле g6 · черна пешка на черно поле h6 · черна пешка на черно поле a5 · черна пешка на черно поле c5 · бяла пешка на бяло поле d5 · черна пешка на черно поле e5 · черна пешка на черно поле g5 · черен офицер на бяло поле a4 · бяла пешка на бяло поле c4 · бяла пешка на бяло поле e4 · черен кон на черно поле f4 · бяла пешка на черно поле c3 · бяла дама на бяло поле c2 · бяла пешка на бяло поле g2 · бяла пешка на черно поле h2 · бял офицер на бяло поле d1 · бял офицер на черно поле e1 · бял цар на черно поле g1 | черен цар на черно поле f8 · черна пешка на черно поле g7 · черна пешка на черно поле b6 · черна дама на бяло поле g6 · черна пешка на черно поле h6 · черна пешка на черно поле a5 · черна пешка на черно поле c5 · бяла пешка на бяло поле d5 · черна пешка на черно поле e5 · черна пешка на черно поле g5 · черен офицер на бяло поле a4 · бяла пешка на бяло поле c4 · бяла пешка на бяло поле e4 · черен кон на черно поле f4 · бяла пешка на черно поле c3 · бяла дама на бяло поле c2 · бяла пешка на бяло поле g2 · бяла пешка на черно поле h2 · бял офицер на бяло поле d1 · бял офицер на черно поле e1 · бял цар на черно поле g1 | черен цар на черно поле f8 · черна пешка на черно поле g7 · черна пешка на черно поле b6 · черна дама на бяло поле g6 · черна пешка на черно поле h6 · черна пешка на черно поле a5 · черна пешка на черно поле c5 · бяла пешка на бяло поле d5 · черна пешка на черно поле e5 · черна пешка на черно поле g5 · черен офицер на бяло поле a4 · бяла пешка на бяло поле c4 · бяла пешка на бяло поле e4 · черен кон на черно поле f4 · бяла пешка на черно поле c3 · бяла дама на бяло поле c2 · бяла пешка на бяло поле g2 · бяла пешка на черно поле h2 · бял офицер на бяло поле d1 · бял офицер на черно поле e1 · бял цар на черно поле g1 | черен цар на черно поле f8 · черна пешка на черно поле g7 · черна пешка на черно поле b6 · черна дама на бяло поле g6 · черна пешка на черно поле h6 · черна пешка на черно поле a5 · черна пешка на черно поле c5 · бяла пешка на бяло поле d5 · черна пешка на черно поле e5 · черна пешка на черно поле g5 · черен офицер на бяло поле a4 · бяла пешка на бяло поле c4 · бяла пешка на бяло поле e4 · черен кон на черно поле f4 · бяла пешка на черно поле c3 · бяла дама на бяло поле c2 · бяла пешка на бяло поле g2 · бяла пешка на черно поле h2 · бял офицер на бяло поле d1 · бял офицер на черно поле e1 · бял цар на черно поле g1 | черен цар на черно поле f8 · черна пешка на черно поле g7 · черна пешка на черно поле b6 · черна дама на бяло поле g6 · черна пешка на черно поле h6 · черна пешка на черно поле a5 · черна пешка на черно поле c5 · бяла пешка на бяло поле d5 · черна пешка на черно поле e5 · черна пешка на черно поле g5 · черен офицер на бяло поле a4 · бяла пешка на бяло поле c4 · бяла пешка на бяло поле e4 · черен кон на черно поле f4 · бяла пешка на черно поле c3 · бяла дама на бяло поле c2 · бяла пешка на бяло поле g2 · бяла пешка на черно поле h2 · бял офицер на бяло поле d1 · бял офицер на черно поле e1 · бял цар на черно поле g1 | черен цар на черно поле f8 · черна пешка на черно поле g7 · черна пешка на черно поле b6 · черна дама на бяло поле g6 · черна пешка на черно поле h6 · черна пешка на черно поле a5 · черна пешка на черно поле c5 · бяла пешка на бяло поле d5 · черна пешка на черно поле e5 · черна пешка на черно поле g5 · черен офицер на бяло поле a4 · бяла пешка на бяло поле c4 · бяла пешка на бяло поле e4 · черен кон на черно поле f4 · бяла пешка на черно поле c3 · бяла дама на бяло поле c2 · бяла пешка на бяло поле g2 · бяла пешка на черно поле h2 · бял офицер на бяло поле d1 · бял офицер на черно поле e1 · бял цар на черно поле g1 | черен цар на черно поле f8 · черна пешка на черно поле g7 · черна пешка на черно поле b6 · черна дама на бяло поле g6 · черна пешка на черно поле h6 · черна пешка на черно поле a5 · черна пешка на черно поле c5 · бяла пешка на бяло поле d5 · черна пешка на черно поле e5 · черна пешка на черно поле g5 · черен офицер на бяло поле a4 · бяла пешка на бяло поле c4 · бяла пешка на бяло поле e4 · черен кон на черно поле f4 · бяла пешка на черно поле c3 · бяла дама на бяло поле c2 · бяла пешка на бяло поле g2 · бяла пешка на черно поле h2 · бял офицер на бяло поле d1 · бял офицер на черно поле e1 · бял цар на черно поле g1 | черен цар на черно поле f8 · черна пешка на черно поле g7 · черна пешка на черно поле b6 · черна дама на бяло поле g6 · черна пешка на черно поле h6 · черна пешка на черно поле a5 · черна пешка на черно поле c5 · бяла пешка на бяло поле d5 · черна пешка на черно поле e5 · черна пешка на черно поле g5 · черен офицер на бяло поле a4 · бяла пешка на бяло поле c4 · бяла пешка на бяло поле e4 · черен кон на черно поле f4 · бяла пешка на черно поле c3 · бяла дама на бяло поле c2 · бяла пешка на бяло поле g2 · бяла пешка на черно поле h2 · бял офицер на бяло поле d1 · бял офицер на черно поле e1 · бял цар на черно поле g1 | 1 |
|   | a | b | c | d | e | f | g | h |   |

Тъй като линейният удар е директна атака върху по-ценната от двете фигури в една линия, той обикновено е по-ефективна тактика от свръзката. Линейният удар е по-рядко срещан от свръзката на практика, но когато възникне, често е решаващ.
В позицията на диаграма 4 вместо очевидното Дf3+ със защита на пешките е4 и g2, белите играят 26. Od1? Kf4! Конят отстъпва, но с двойно нападение на d3 и g2. 27. Дс2?? Отново трябваше Дf3 с последващо g3. Сега Фишер нанася едновременно линеен удар с жертва на фигура и завличане. 27 ... О:а4!! (диаграма 5). Не може 28. Д:а4?? Д:е4!! с неспасяема двойна заплаха от мат Д:e1 или Д:g2. На единственото 29. Дb1 следва 29. ... O:d1 30. Д:d1 Д:е4! 31. Дd2 Д:с4 d6 Дd5 и с три пешки повече черните печелят. Белите се предават.

## Шахматни задачи и препратки
- Етюд на Йосиф Клинг – Chess Weekly, 1849.
- Етюд на Алексей Сергеевич Селезньов – Шахматы, 1924 г.
- Етюд на Адо Крамер и Валтер Фрайер фон Холцхаузен – Magdeburger Zeitung, 1930.
- Етюд от Александър Хилдебранд, юбилеен турнир на Ломер, 1970 г.
- Етюд на Mихаил Синар, Tscherwony Girnik, 1977 с множество линейни удари.
- Enfilades, серия от задачи по темата „Линеен удар“.
- La clavada en ajedrez
- Táctica en ajedrez: la clavada